# Современный либерализм в США
Совреме́нный америка́нский либерали́зм является доминирующей версией либерализма в Соединённых Штатах. Он сочетает в себе идеи свободы, демократии и социального равенства с поддержкой социальной справедливости, социально-рыночной и смешанной экономики. По словам канадского писателя Иэна Адамса, «Идеологически все партии США либеральны и всегда были таковы. По сути, они поддерживают классический либерализм, то есть форму демократизированного конституционализма вигов плюс свободный рынок. Разница заключается во влиянии социального либерализма».
Экономически современный американский либерализм выступает против сокращения расходов на социальную защиту населения и поддерживает роль правительства в сокращении неравенства, обеспечении доступа к образованию и здравоохранению, регулировании экономической деятельности и защите окружающей среды. Эта форма либерализма сформировалась в Соединённых Штатах XX века, когда гражданские права были распространены на более широкий класс граждан. Основные примеры: «Новый национализм» Теодора Рузвельта, «Новая свобода» Вудро Вильсона, «Новый курс» Франклина Д. Рузвельта, «Справедливый курс» Гарри С. Трумэна, «Новые рубежи» Джона Ф. Кеннеди и «Великое общество» Линдона Б. Джонсона.
В первой половине XX века обе основные американские партии имели консервативное и либеральное крыло. Консервативные северные республиканцы и южные демократы сформировали консервативную коалицию, которая доминировала в Конгрессе в эпоху, предшествовавшую эре гражданских прав. Когда демократы после Второй мировой войны начали бороться против расовой сегрегации в США, «Монолитный юг», много лет поддерживавший демократов, стал превращаться в оплот республиканцев, за исключением районов с большим количеством афро-американских избирателей. С 1960-х годов Демократическая партия считается либеральной, левой, а Республиканская — консервативной, правой. Начиная с XXI века, также стало наблюдаться резкое разделение между либералами, которые, как правило, живут в городах, преимущественно больших или университетских, и консерваторами, которые, как правило, живут в пригородах и сельской местности.

## Обзор
Американский современный либерализм решительно поддерживает государственные расходы на такие программы, как образование, здравоохранение и социальное обеспечение. Важные с точки зрения современных американских либералов социальные проблемы в первой половине XXI века включают экономическое неравенство (богатство и доход), право голоса для меньшинств, позитивная дискриминация, репродуктивные и другие права женщин, права ЛГБТ и иммиграционная реформа.
Современный либерализм сформировался в течение XX века. Корни его прослеживаются в «Новом национализме» Теодора Рузвельта, «Новой свободе» Вудро Вильсона, «Новом курсе» Франклина Д. Рузвельта, «Справедливом курсе» Гарри С. Трумэна, «Новых рубежах» Джона Ф. Кеннеди и «Великом обществе» Линдона Б. Джонсона. Американские либералы выступают против консерваторов по большинству, но не по всем вопросам. Современный либерализм исторически связан с социальным либерализмом, реформизмом и прогрессивизмом, хотя нынешние отношения между либеральными и прогрессивными взглядами обсуждаются.
В 1941 году Франклин Рузвельт определил либеральную партию как таковую:

«Либеральная партия считает, что, поскольку новые условия и проблемы возникают за пределами возможностей, с которыми мужчины и женщины могут встречаться как личности, само правительство должно найти новые средства для их решения. Либеральная партия настаивает на том, что правительство обязано использовать всю свою власть и ресурсы для решения новых социальных проблем с новым социальным контролем — для обеспечения обычному человеку права на свою собственную экономическую и политическую жизнь, свободу и право на счастье.»
Оригинальный текст (англ.)The liberal party believes that, as new conditions and problems arise beyond the power of men and women to meet as individuals, it becomes the duty of Government itself to find new remedies with which to meet them. The liberal party insists that the Government has the definite duty to use all its power and resources to meet new social problems with new social controls—to ensure to the average person the right to his own economic and political life, liberty, and the pursuit of happiness.
— Франклин Рузвельт
Джон Ф. Кеннеди определил либерала следующим образом:

«Если под „либералом“ они подразумевают кого-то, кто смотрит вперёд, а не назад, кого-то, кто приветствует новые идеи без жёсткой реакции, кого-то, кто заботится о благополучии людей — их здоровье, их жильё, их школах, их рабочих местах, их гражданских правах и их гражданских свободах — кто-то, кто верит, что мы можем преодолеть тупик и подозрения, которые охватывают нас в нашей политике за границей, если это то, что они подразумевают под „либералом“, то я с гордостью могу сказать, что я „либерал“.»
Оригинальный текст (англ.)If by a "Liberal" they mean someone who looks ahead and not behind, someone who welcomes new ideas without rigid reactions, someone who cares about the welfare of the people—their health, their housing, their schools, their jobs, their civil rights, and their civil liberties—someone who believes we can break through the stalemate and suspicions that grip us in our policies abroad, if that is what they mean by a "Liberal", then I'm proud to say I'm a "Liberal".
— Джон Ф. Кеннеди
Кейнсианская экономическая теория сыграла важную роль в экономической философии современных американских либералов. Современные американские либералы, как правило, считают, что национальное процветание требует от правительства управления макроэкономикой, чтобы удерживать численность безработных на низком уровне, сдерживать инфляцию и поддерживать высокие темпы экономического роста. Они также ценят институты, которые защищают от экономического неравенства. Пол Кругман пишет в своей книге The Conscience of a Liberal: «Я верю в относительно равное общество, поддерживаемое институтами, которые ограничивают крайности богатства и бедности. Я верю в демократию, гражданские свободы и верховенство закона. Это делает меня либералом и я горжусь этим». Либералы часто указывают на широко распространённое процветание в условиях смешанной экономики в годы после Второй мировой войны. Они верят, что свобода существует, когда доступ к необходимым потребностям, таким как здравоохранение и экономические возможности, доступны для всех, также они выступают в защиту окружающей среды.
Современный американский либерализм обычно ассоциируется с Демократической партией, поскольку современный американский консерватизм обычно ассоциируется с Республиканской партией.

### Американское и европейское понимание термина «либерализм»
Слово «либерализм» в разных странах имеет разное значение. Одним из самых больших контрастов является понимание термина «либерализм» в Соединённых Штатах и в Европе. В 1956 году Артур М. Шлезингер-младший писал, что «[л]иберализм в американском использовании имеет мало общего со словом, используемым в политике любой европейской страны, за исключением, возможно, Британии». В Европе под либерализмом обычно понимают то, что иногда называют классическим либерализмом, то есть приверженность идеям ограниченного правительства, экономического невмешательства и неотъемлемых прав личности. Классический либерализм близок американскому определению либертарианства, хотя классический либерализм и либертарианство различаются.
В Соединённых Штатах термин «либерализм» почти всегда относится к современному либерализму, более социальному варианту классического либерализма. В Европе социальный либерализм ближе к европейской социал-демократии. Социал-либерализма в Европе придерживаются некоторые либеральные партии, в том числе, Группа Беверидж, фракция британских либеральных демократов, шведские «Либералы», датская партия Радикальная Венстре, Демократическое движение во Франции и Итальянская республиканская партия.

### Демография американских либералов
Исследование, проведённое в 2005 году Pew Research Center, показало, что либералы были наиболее образованной идеологической демографической группой в США и одной из наиболее состоятельных. Из тех, кто считал себя либералами, 49 % были выпускниками колледжей, а 41 % имели доходы, выше $75 000 на домохозяйство, по сравнению с 27 % и 28 % в среднем по стране соответственно. Либерализм стал доминирующей идеологией в академических кругах: 44—62 % опрошенных учёных определили себя как либералы, в зависимости от формулировки опроса. Это сопоставимо с 40-46 % либералов в научной среде в опросах с 1969 по 1984 год. Наибольшее распространение либеральные взгляды получили в социальных и гуманитарных науках, наименьшее в бизнес и инженерных науках, хотя даже в бизнес-науках либералы превосходили консерваторов в соотношении два к одному. Два опроса компании Zogby, проведённые в 2008 и 2010 годах, показали, что у либералов, как правило, уровень образования выше, чем у консерваторов. Опросы также показали, что молодые американцы значительно более либеральны, чем население в целом. По состоянию на 2009 год 30 % опрошенных в возрасте от 18 до 29 лет причисляли себя к либералам. В 2011 году этот показатель снизился до 28 %.
Опрос, проведённый в 2015 году Gallup, показал, что с 1999 года в Соединённых Штатах Америки постоянно растёт популярность социально-либеральных взглядов. По состоянию на 2015 год насчитывалось примерно равное количество социально-либеральных и социально-консервативных американцев (по 31 % каждой группы), при этом наблюдается устойчивая тенденция роста социально-либеральных настроений. В начале 2016 года Gallup обнаружил, что идеологически консервативные или умеренные американцы преобладали (37 % и 35 % соответственно), в то время как либералы были в явном меньшинстве (24 %), но либерализм постепенно набирает силу с 1992 года, достигнув 24-летнего максимума.

### Проблемы XXI века
В начале XXI века в Соединённых Штатах политический дискурс либерализма стал включать защиту репродуктивных прав женщин, включая аборты, позитивные действия для групп меньшинств, которые исторически подвергались дискриминации, мультилатерализм и поддержка международных институтов, поддержка индивидуальных прав в отношении корпоративных интересов, всеобщее медицинское обслуживание для американцев (с опцией единого плательщика), защита прав ЛГБТК+ и равенства в браке и противодействие снижению налогов для богатых.

## История
Историк и сторонник либерализма Артур М. Шлезингер-младший подробно исследовал наследие джексоновской демократии и её влияние на Франклина Д. Рузвельта. В 1956 году он писал, что либерализм в Соединённых Штатах предусматривает как невмешательство государства в экономику, так и вмешательство. Шлезингер считает, что либерализм в США нацелен на достижение равенства возможностей для всех, а всё остальное лишь средство достижения этого, которое меняется в зависимости от обстоятельств. В своей книге Liberalism in America: A Note for Europeans он писал:

… процесс переопределения либерализма с точки зрения социальных потребностей XX века был проведён Теодором Рузвельтом и его «Новым национализмом», Вудро Вильсоном и его «Новой свободой», а также Франклином Д. Рузвельтом и его «Новым курсом». Из этих трёх программ реформ возникла концепция государства всеобщего благосостояния, в которой национальное правительство обязано поддерживать высокий уровень занятости в экономике, контролировать стандарты жизни и труда, регулировать методы конкуренции в бизнесе и устанавливать комплексные модели социального обеспечения.
Оригинальный текст (англ.)… process of redefining liberalism in terms of the social needs of the 20th century was conducted by Theodore Roosevelt and his New Nationalism, Woodrow Wilson and his New Freedom, and Franklin D. Roosevelt and his New Deal. Out of these three reform periods there emerged the conception of a social welfare state, in which the national government had the express obligation to maintain high levels of employment in the economy, to supervise standards of life and labor, to regulate the methods of business competition, and to establish comprehensive patterns of social security.
— Arthur Schlesinger Jr.
Другой историк, Роберт В. Ремини, биограф Эндрю Джексона, писал:

Джексоновская демократия, таким образом, расширяет понятие демократии настолько далеко, насколько это возможно, и всё ещё остаётся работоспособной. […] Как таковая она вдохновила большую часть динамичных и драматических событий девятнадцатого и двадцатого веков в американской истории — популизм, прогрессизм, новый и справедливый курсы, а также программы «Новые рубежи» и «Великое общество», чтобы упомянуть наиболее очевидно.
Оригинальный текст (англ.)Jacksonian Democracy, then, stretches the concept of democracy about as far as it can go and still remain workable. […] As such it has inspired much of the dynamic and dramatic events of the nineteenth and twentieth centuries in American history—Populism, Progressivism, the New and Fair Deals, and the programs of the New Frontier and Great Society to mention the most obvious.
— Robert V. Remini.
Некоторые проводят различие между американским классическим либерализмом и новым либерализмом, также известным как социальный либерализм.

### Эра прогрессивизма
Прогрессивное движение в США возникло в 1890-х годах и включало интеллектуалов-реформаторов, среди которых были социолог Лестер Франк Уорд и экономист Ричард Т. Эли. Они трансформировали викторианский либерализм, сохранив свою приверженность гражданским свободам и индивидуальным правам, одновременно отбросив пропаганду экономики невмешательства. Уорд своими работами во многом помог определить, что станет современным государством всеобщего благосостояния после 1933 года. Прогрессисты часто поддерживали растущие профсоюзы, а иногда даже социалистов.
Большое влияние на формирование современного американского либерализм оказал один из самых выдающихся американских учёных первой половины XX века Джон Дьюи (1859—1952), философ, психолог и реформатор образования, считавшийся главным голосом прогрессивного образования и либерализма.
Социальное евангельское движение было протестантским интеллектуальным движением, которое оказало большое влияние на формирование либерализма, особенно в период с 1890-х по 1920-е годы. Оно применяло христианскую этику к социальным проблемам, особенно к вопросам социальной справедливости, таким как экономическое неравенство, бедность, алкоголизм, преступность, расовая сегрегация, трущобы, загрязнение окружающей среда, детский труд, неадекватные профсоюзы, плохие школы и опасность войны. Родители 36-го президента США Линдона Б. Джонсона активно участвовали в социальном евангельском движении и были привержены ему всю жизнь, тем самым повлияв на сына, который социальные проблемы рассматривал как моральные проблемы. Это помогает объяснить его давнюю приверженность социальной справедливости на примере «Великого общества» и его приверженности расовому равенству. Социальное евангельское движение явно вдохновляла и внешнеполитический курс Джонсона к своего рода христианскому интернационализму и национальному строительству.
В 1900—1920 годах либералы называли себя прогрессистами и состояли в обеих ведущих партиях, в каждой из которых имелось прогрессивное крыло. Прогрессистов-республиканцев возглавляли Теодор Рузвельт и Роберт Лафоллет, прогрессивное крыло демократов возглавляли Уильям Дженнингс Брайан и Вудро Вильсон. Прогрессисты начала XX века боролись с коррупцией, казнокрадством, непотизмом и монополиями. Они придерживались идеалов социальной справедливости и считали необходимым использовать государство для решения социальных и экономических проблем. Неудивительно, что прогрессисты были близки к американским левым, в том числе, к коммунистам. Разрыв с левыми у либерального движения произошёл во второй половине 1940-х годов, когда среди либералов возобладали антикоммунистические настроения.
Политический философ Герберт Кроули, один из идеологов прогрессивного движения, помог определить новый либерализм через журнал The New Republic и многочисленные книги. Кроули выступал за национализацию крупных корпораций, укрепление профсоюзов и сильное центральное правительство, увеличение расходов на образование и создание общества, основанного на «братстве человечества». В своей книге The Promise of American Life 1909 года он предлагал поднять общий уровень жизни посредством экономического планирования. В другой своей книге The Techniques of Democracy (1915) Кроули также выступал против догматического индивидуализма и догматического социализма.
Историк Вернон Луи Паррингтон в 1928 году получил Пулитцеровскую премию по истории за книгу Main Currents in American Thought (1927), очень популярную работу по интеллектуальная история Америки от колониальной эпохи до начала XX века. Автор был увлечён джефферсоновской демократией и помог выявить и почтить либеральных героев, их идеи и причины. В 1930 году Паррингтон утверждал: «В течение более полувека творческое политическое мышление в Америке было в основном западным аграрным, и из этого источника пришли те демократические идеи, которые должны были стать основой более позднего либерализма». В 1945 году историк Артур М. Шлезингер-младший утверждал в своей работе The Age of Jackson, что либерализм также возник из джексоновской демократии и трудового радикализма восточных городов, тем самым связав его с городским измерением «Нового курса» Рузвельта.

### Либеральные республиканцы
Республиканская партия с самого своего рождения имела склонность к либерализму. Об этом, в частности, свидетельствует президентство Авраама Линкольна с присущими его правлению акцентом на сильное федеральное правительство и ограничением прав штатов, ориентацией на развитие промышленности и личную свободу против прав собственности рабовладельцев.
Либеральный элемент Республиканской партии в начале XX века олицетворял Теодор Рузвельт в период 1907—1912 годов, хотя сам Рузвельт был более консервативным в некоторых моментах. Также, к ведущим либеральным республиканцам относились сенатор от Висконсина Роберт Лафоллет и его сыновья (1900—1946), губернатор, а затем сенатор от Калифорнии Хирам Джонсон, сенатор от Небраски Джордж Норрис, сенатор от Нью-Мексико Бронсон Каттинг, сенатор от Айдахо Уильям Бора и конгрессмен от Монтаны Джанет Рэнкин. Они в целом были либеральны во внутренней политике, поддерживая профсоюзы и большую часть «Нового курса Рузвельта». Однако во внешней политике они были изоляционистами. Это, «рузвельтовское», поколение либеральных республиканцев покинуло политику в середине 1940-х годов. Ему на смену, начиная с 1930-х годов, пришло новое поколение, в основном северо-восточных республиканцев, которые заняли современные либеральные позиции в отношении профсоюзов, расходов и политики «Нового курса». Среди них были губернатор Миннесоты Гарольд Стассен, губернатор Нью-Йорка Томас Дьюи, губернатор Калифорнии Эрл Уоррен, сенатор от Нью-Джерси Клиффорд Кейс, сенатор от Массачусетса Генри Кэбот Лодж-младший, сенатор от Коннектикута Прескотт Буш (отец Джорджа Буша-старшего), сенатор от Нью-Йорка Джейкоб Джейвитс, губернатор, а затем сенатор от Орегона Марк Хэтфилд, сенатор от Кентукки Джон Шерман Купер, губернатор, а затем сенатор от Вермонта Джордж Айкен, губернатор Пенсильвании Билл Скрантон и губернатор Мичигана Джордж Ромни. Самым заметным из них был губернатор Нью-Йорка Нельсон Рокфеллер.
Хотя СМИ часто называли это поколение «республиканцами Рокфеллера», по фамилии самого известного из них, либеральные республиканцы никогда не имели ни организованное движение, ни признанного лидера. Они выступали за экономический рост и высокие расходы штатов и федеральных властей, одновременно голосуя за высокие налоги и либеральное законодательство, при условии, что они смогут управлять им более эффективно. Они выступали против машин больших городов в Демократической партии, приветствуя поддержку со стороны как профсоюзов, так и крупного бизнеса. Религия не занимала важное место в их повестке дня, но они твёрдо верили в гражданские права афроамериканцев и права женщин, выступая в большинстве своём за прочойс. Они также были защитниками окружающей среды и поддерживали высшее образование. Во внешней политике либеральные республиканцы были интернационалистами, оказав на праймериз 1952 года поддержку умеренному претенденту Дуайту Эйзенхауэру в его борьбе с лидером консервативного лагеря республиканцев Робертом Тафтом. Республиканцы-консерваторы, такие как Барри Голдуотер, часто называли их «восточным истеблишментом». 37-й президент Соединённых Штатов Ричард Никсон, хоть и не был либералом, принял многие их позиции в отношении окружающей среды, социального обеспечения и искусства.
Консерваторы Голдуотера боролись с либеральными республиканцами, победив Рокфеллера на праймериз 1964 года и в конечном итоге добились ухода большинство своих либеральных однопартийецв из политики, хотя некоторые, такие как сенатор от Нью-Йорка Чарльз Гуделл и мэр Нью-Йорка Джон Линдси, стали демократами. В 1980 году один из немногих оставшихся в Республиканской партии либералов, конгрессмен от Иллинойса Джон Байард Андерсон, проиграл будущему президенту Рональду Рейгану сначала праймериз, а затем и президентские выборы, в которых участвовал как независимый кандидат. В 1980-х годах общее поправение Республиканской партии привело к почти полному исчезновению либеральных республиканцев. Их старые цитадели на северо-востоке в настоящее время в основном принадлежат демократам.

### Новый курс Рузвельта
Президент Франклин Д. Рузвельт пришёл к власти в 1933 году в условиях Великой депрессии, предложив нации «Новый курс», призванный облегчить экономические бедствия и безработицу, вызванное ими отчаяние, предоставить больше возможностей и восстановить процветание. Его президентство, которое продолжалось с 1933 по 1945 год, было самым длительным в американской истории и ознаменовалось усилением роли федерального правительства в решении экономических и социальных проблем страны. В рамках программ по облегчению труда были созданы новые рабочие места, начаты амбициозные проекты, такие как по развитию долины Теннесси для содействия экономическому развитию, создана система социального обеспечения. Администрации Рузвельта помогали прогрессисты в Конгрессе, а промежуточные выборы в Конгресс в 1934 году принесли демократам уверенное большинство в обеих палатах, особенно в Палате представителей, которая была готова поддержать новые либеральные меры. Как отметил Дж. Ричард Пайпер в своей книге Ideologies and Institutions:

Поскольку к 1935 году «новый» либерализм перерос в его доминирующую форму, обе палаты Конгресса продолжали предоставлять большую часть голосов для публичной политики, которую обычно называли «либеральной». Консерваторы составляли явное меньшинство Конгресса с 1933 по 1937 год и какое-то время находились под угрозой забвения.
Оригинальный текст (англ.)As the "new" liberalism crystallized into its dominant form by 1935, both houses of Congress continued to provide large voting majorities for public policies that were generally dubbed "liberal". Conservatives constituted a distinct congressional minority from 1933 to 1937 and appeared threatened with oblivion for a time.
— J. Richard Piper. Ideologies and Institutions.
Великая депрессия казалась оконченной в 1936 году, но рецидив в 1937—1938 годах привёл к продолжительной безработице. Полная занятость была достигнута благодаря полной мобилизации экономических, социальных и военных ресурсов Соединённых Штатов во время Второй мировой войны. В этот момент основные программы помощи, такие как общественные работы и сохранение окружающей среды, были прекращены. Американский историк Артур Херман утверждает, что Рузвельт восстановил процветание после 1940 года, тесно сотрудничая с крупным бизнесом, хотя на вопрос «Как вы думаете, отношение администрации Рузвельта к бизнесу препятствует восстановлению бизнеса?», американский народ в 1939 году ответил «да» с перевесом более чем 2 к 1.
Программы «Новый курс» по преодолению Великой депрессии, как правило, рассматриваются как неоднозначный успех в борьбе с безработицей. В то время многие программы «Нового курса», особенно по сохранению окружающей среды, были популярны. Либералы приветствовали их за улучшение жизни простых граждан и за создание рабочих мест для безработных, за юридическую защиту профсоюзных активистов, за современные коммунальные услуги для сельской Америки, за прожиточный минимум для работающих бедных и за стабильность цен для семейных ферм Однако экономическому прогрессу меньшинств препятствовала дискриминация — проблема, которой администрация Рузвельта часто избегала.

#### Помощь, восстановление и реформа
«Новый курс» состоял из трех типов программ, предназначенных для оказания помощи, восстановления и реформ:
- Программы помощи была немедленной попыткой помочь трети населения, наиболее пострадавшей от депрессии. Рузвельт расширил программу помощи созданного ещё Гербертом Гувером Управления чрезвычайной помощи (FERA) и добавил к ней Гражданский корпус охраны окружающей среды (CCC), Управление общественных работ (PWA) и, начиная с 1935 года, Управление общественных работ (WPA). Также в 1935 году были приняты Закон о социальном обеспечении (SSA) и программы страхования по безработице[англ.]. Отдельные агентства, такие как Управление по переселению и Управление по защите фермерства, были созданы для оказания помощи сельской Америке.
- Целью программ восстановление было восстановление экономики до уровня до депрессии. Они предусматривали увеличение расходов государственных средств в целях стимулирования экономики, включая расходы на покрытие дефицита, снижение золотого содержания доллара[77], реструктуризацию банковской системы,[77][78] усилия по повышению цен на сельскохозяйственную продукцию[78] и расширение внешней торговли США путём снижения тарифов[англ.].[79] Многие программы финансировались в рамках программы Гувера о займах и кредитных гарантиях, контролируемой Финансовой корпорацией реконструкции[англ.] (RFC).[78]
- Программы реформ основывались на предположении, что депрессия была вызвана внутренней нестабильностью рынка и что вмешательство правительства необходимо для рационализации и стабилизации экономики, а также для поддержания баланса интересов фермеров, бизнеса и рабочей силы. Меры по реформе включали в себя Национальный закон о восстановлении промышленности (NIRA), регулирование Уолл-стрит Закон о торговле ценными бумагами (SEA), Закон о регулировании сельского хозяйства (AAA),[78] введение страхования вкладов (FDIC),[78] предусмотренное Законом Гласса-Стиголла 1933 года, и Национальный закон о трудовых отношениях (NLRA) 1935 года, также известный как Закон Вагнера, регулирующий отношений между работниками и работодателями. Впервые после 1890 года, когда Конгресс принял антимонопольный закон Шермана, начала формироваться так называемая структурная эра антимонопольной истории США.[80]

Рузвельт был против социализма в смысле государственной собственности на средства производства, поэтому только одна крупная программа «Нового курса», а именно Управление долины Теннесси (TVA), включала государственную собственность на средства производства (то есть электростанции и электрические сети). Консерваторы опасались, что «Новый курс» означает социализм, и Рузвельт в частном порядке отметил в 1934 году, что пресса всё чаще пишет о государственном социализме и требует возврата к «старым добрым временам».

#### Расовый аспект
«Новый курс» в расовом отношении соответствовал широко распространённой в те годы в США, в первую очередь в южных штатах, политике сегрегации, так как чёрные и белые редко работали вместе в программах «Нового курса». Самой крупной программой по оказанию помощи было Управление общественных работ (WPA), которое управляло отдельными подразделениями, так же как и её молодёжная организация Национальное молодёжное управление (NYA). Из 10 000 наблюдателей WPA на юге только 11 были чернокожими. В первые несколько недель работы лагеря Гражданского корпуса охраны природы на севере были объединены. К июлю 1935 года все лагеря в США были расово сегрегированы, и чернокожие были строго ограничены в надзорных ролях, которые им были назначены. Кинкер и Смит утверждают, что «даже самые выдающиеся расовые либералы в Новом курсе не осмеливались критиковать Джима Кроу». Министр внутренних дел Гарольд Икес был одним из самых ярых сторонников администрации Рузвельта и бывшим президентом Чикагского отделения NAACP. Когда сенатор-демократ от Северной Каролины Джозия Бэйли обвинил его в 1937 году в попытке нарушить законы о сегрегации, Икес был вынужден заявить, что никогда не выступал против «каменной стены сегрегации», хотя и «верю, что стена рухнет, когда негр достигнет высокого образовательного и экономического статуса».
В 1960-х годах «Новый курс» подвергся критике со стороны историков из числа «Новых левых» за то, что он не атаковал капитализм и не помогал чёрным достичь равенства. Критики подчёркивают отсутствие у Рузвельта и его команды философии реформ, объясняющей их неспособность решить фундаментальные проблемы общества. Они демонстрируют приверженность Нового курса к спасению капитализма и частной собственности, отдаленность от людей и безразличие к демократии участия.

### Внешняя политика Франклина Д. Рузвельта
В международных делах администрации Рузвельта до 1938 года действовала в духе изоляционизма, который доминировал в американской политике в то время. После 1938 года, когда мир устремился к войне, Рузвельт сдвинулся в сторону интервенционизма. Либералы разделились, в то время как многие последовали за Рузвельтом, другие, в частности, Джон Л. Льюис, президент Конгресса производственных профсоюзов, историк Чарльз Бирд и семья Кеннеди, выступили против него. Однако Рузвельт смог привлечь на свою сторону некоторых влиятельных консерватров, таких как республиканцы Генри Стимсон (который стал военным министром в 1940 году) и Уэнделл Уилки (который проиграв Рузвельту на выборах 1940 года, присоединился к его команде). Рузвельт решительно поддержал предложения о создании Организации Объединённых Наций как инструмента взаимного сотрудничества великих держав для решения проблем на международной арене. Его приверженность идеалам интернационализма была в традиции Вудро Вильсона, за исключением того, что Рузвельт учился на ошибках Вильсона, допущенных им при создании Лиги Наций. Например, Рузвельт включил республиканцев в формирование внешней политики и настоял, чтобы великие державы, в том числе и США, имели право вето в Совете Безопасности ООН.

### Либерализм во время холодной войны
Американский либерализм эпохи «холодной войны» был непосредственным наследником «Нового курса» Франклина Д. Рузвельта и несколько более отдалённым наследником прогрессистов начала XX века. Леволиберальный альянс, действовавший в годы «Нового курса» и окрепший в годы Второй мировой войны, после 1945 года распался навсегда из-за вопроса коммунизма. Антикоммунистические либералы во главе с влиятельным профсоюзным лидером Уолтером Рейтером и сенатором от Миннесоты Хьюбертом Хамфри при поддержке председателя Демократической партии Калифорнии Джеймса Рузвельта, старшего сына Ф. Д. Рузвельта, изгнав крайне левых из профсоюзов и коалиции «Нового курса», добились, чтобы Демократическая партия стала проводить политику сдерживания коммунизма. Тогда же либералы своей главной целью сделали экономический рост, что отвечало интересам крупного бизнеса, отвергнув при этом структурную трансформацию, за которую выступали левые либералы. Вытеснение левых из Демократический партии привело к созданию Прогрессивной партии во главе с видными политиками-демократами, Генри Уоллесом, вице-президент при Рузвельте (1941—1945), сенатором от Айдахо Гленом Тейлором и бывшим военным лётчиком Эллиотом Рузвельтом, сыном президента Ф. Д. Рузвельта. Прогрессисты выступали за продолжение реформ «Нового курса» и против «холодной войны», но президентская кампания Уоллеса в 1948 году завершилась провалом. Уоллес набрал всего 2,38 % избирателей. Только один из кандидатов партии в Конгресс, действующий конгрессмен Вито Маркантонио, победил на выборах. После начала Корейской войны Уоллес порвал с левыми и удалился от политики.
Наиболее заметными и постоянными среди позиций американского либерализма времён «холодной войны» были следующие:
- Поддержка внутренней экономики строится на балансе сил между трудом (в форме профсоюзов) и работодателями (с тенденцией проявлять больший интерес к крупным корпорациям, чем к малому бизнесу).
- Внешняя политика направлена на сдерживание Советского Союза и его союзников.
- Продолжение и расширение программ социального обеспечения «Нового курса».
- Экономическая политика в кейнсианском духе. Путём компромисса с политическими группировками справа это часто становилось военным кейнсианством[англ.][95].

В некотором смысле американский либерализм времён «холодной войны» напоминал то, что в Европе называлось социал-демократией. Однако американские либералы никогда широко не поддерживали национализацию, в отличие от европейских социал-демократов, а предпочитали регулирование в интересах общества.
В 1950-х и 1960-х годах обе основные американские политические партии включали в себя либеральные и консервативные фракции. Демократическая партия включала северных и западных либералов с одной стороны и в целом консервативных южных белых демократов с другой. Демократические политические машины больших городов Севера, которые в целом поддерживали экономическую политику «Нового курса» и оказывали большое влияние на итоги выборов, постепенно приходили в упадок с наступлением процветания и ассимиляции этнических групп. Почти все они рухнули в 1960-х годах перед лицом расовых волнений в городах. Республиканская партия включала в себя умеренно-либеральное крыло (Уолл-стрит) и умеренно-консервативное (Мейн-стрит). Более либеральное крыло республиканцев, сильное на Северо-востоке, нередко поддерживало либеральных демократов и их программы «Нового курса», профсоюзы и международную внешнюю политику. Поддержка антикоммунизма иногда оказывалась за счёт гражданских свобод. Например, один из лидеров либералов-антикоммунистов и архетипический либерал «холодной войны» Хьюберт Хамфри безуспешно лоббировал в Сенате в 1950 году законопроект о создании центров содержания под стражей, где объявленные президентом подрывными элементами могли содержаться без суда. Тем не менее, большинство либералы выступили против маккартизма и сыграли важнейшую роль в падении Джозефа Маккарти.
Во внутренней политике в период Пятой партийной системы (1932—1966) либералы редко имели полный контроль над правительством, но консерваторы в тот период никогда не имели полного контроля. По словам Джонатана Бернштейна, ни либералы, ни демократы часто не контролировали Палату представителей в период с 1939 по 1957 год, хотя в 1958 году либералы смогли получить реальное большинство в обеих палатах Конгресса впервые за двадцать лет. Однако после этого были проведены реформы Комитета по правилам и другие, поскольку либералы увидели, что процедуры Палаты представителей «всё ещё не позволяют им использовать это большинство». С 1967 по 1974 годы в Конгресс также была важной (если не доминирующей) силой являлась Консервативная коалиция, а с 1985 по 1994 год в Конгрессе было либерально-демократическое большинство. Как также отметил Бернштейн, «было всего несколько лет (первый срок Франклина Д. Рузвельта), 1961—1966, президентство Джимми Картера и первые два года президентства Клинтона и Барака Обамы), когда в обеих палатах Конгресса и в Белом Доме было чистое, работающее либеральное большинство».

### «Справедливый курс» Трумэна
Либералы не рассматривали как своего Гарри Трумэна, сенатора от штата Миссури и вице-президента при Ф. Д. Рузвельте (1945). Тем не менее, либеральные политики и организации, такие как профсоюзы и «Американцы за демократические действия» (ADA), поддержали либеральную программу Трумэна «Справедливый курс», которая в духе «Нового курса» предусматривала контроль цен, кредитов, промышленных продуктов, экспорта, зарплат и квартирных плат. Историк Алонсо Хэмби утверждает, что «Справедливый курс» отражал жизненно важный центристский подход к либерализму, который отвергал тоталитаризм, подозрительно относился к чрезмерной концентрации государственной власти и почитал «Новый курс» как попытку достичь прогрессивной капиталистической системы. «Справедливый курс», направленный в традициях «Нового курса» в защиту широкого спектра социального законодательства, отличался достаточно, чтобы претендовать на отдельную идентичность. Депрессия не вернулась после войны и «Справедливый курс» проводился на фоне процветания и оптимистичных ожиданий. Сторонники «Справедливого курса» думали с точки зрения изобилия, а не дефицита и депрессии. Экономист Леон Кейсерлинг, глава Совета экономических консультантов при президенте США (1949—1953), утверждал, что задачей либералов является распространение благ изобилия в обществе путём стимулирования экономического роста. Министр сельского хозяйства Чарльз Ф. Брэннан хотел использовать преимущества сельскохозяйственного изобилия и поощрять создание коалиции городских и сельских демократов. Однако «План Брэннана» потерпел поражение из-за его нереалистичной уверенности в возможности объединения городских рабочих и фермеров. Консервативная коалиция северных республиканцев и южных демократов в Конгрессе фактически блокировала «Справедливый курс» и почти все либеральные законы с конца 1930-х до 1960-х годов. Ситуацию усугубила Корейская война, сделавшая военные расходы приоритетом нации.
В 1960-х годах историк Стэнфордского университета Бартон Бернстайн раскритиковал Трумэна за то, что он не смог продвинуть программу «Нового курса» и за чрезмерный антикоммунизм.

### 1950-е годы
Борьба с консерватизмом не стояла на первом месте в либеральной повестке дня, поскольку либеральная идеология была настолько интеллектуально доминирующей к 1950 году, что литературовед Лайонел Триллинг писал, что «либерализм является не только доминирующей, но даже единственной интеллектуальной традицией […] здесь нет консервативных или реакционных идей в обращении».
Большинство историков видят либерализм 1950-х годов в упадке. Губернатор Иллинойса Эдлай Стивенсон II дважды проиграл герою Второй мировой войны Дуайту Эйзенхауэру. Как отметил Барри Карл, Стивенсон «больше пострадал от рук поклонников, из-за которых потерпел неудачу, чем от врагов, которые победили его». Многие либералы выражали недовольство готовностью лидеров демократов Линдона Джонсона и Сэма Рэйберна сотрудничать в Конгрессе с Эйзенхауэром и приверженность профсоюзов АФТ-КПП и большинства либеральных конгрессменов, таких как сенаторы Хьюберт Хамфри и Пол Дуглас, антикоммунизму в стране и за рубежом. Осуждали они и слабое внимание, которое большинство либералов уделяли зарождающемуся движению за гражданские права.

### Либеральная коалиция
С политической точки зрения, начиная с конца 1940-х годов, существовала мощная либерально-профсоюзная коалиция, имевшая активную поддержку широких масс, спонсоов и группу сторонников в Конгрессе. В коалицию входили два самых крупных в США профобъединений, Американская федерация труда (AFL) и Конгресс производственных профсоюзов (CIO), которые в 1955 году объединились в AFL-CIO, влиятельный профсоюз рабочих автомобильной промышленности (UAW), профсоюзные лоббисты и связанный с профсоюзами Комитет политического просвещения (англ. Committee on Political Education's, COPE), которые организовывали кампании в поддержку либеральных кандидатов на выборах. Уолтер Рейтер из UAW был лидером либерализма в рабочем движении и возглавляемый им профсоюз щедро финансировал коалицию.
Основные либеральные организации включали Национальную ассоциацию содействия прогрессу цветного населения (NAACP), Американский еврейский конгресс (AJC), Американский союз защиты гражданских свобод (ACLU), Конференцию лидеров в защиту гражданских прав (LCCR), Национальный комитет за эффективный конгресс (NCEC) и «Американцы за демократические действия» (ADA).
Лидерами либералов в верхней палате Конгресса были сенаторы от Миннесоты Хьюберт Хамфри и Уолтер Мондейл, сенатор от Иллинойса Пол Дуглас, сенатор от Вашингтона Генри Джексон, и сенатор от Флориды Клод Пеппер. В Палате представителей либералов, объединённых в Демократическую исследовательскую группу, возглавляли Фрэнк Томпсон из Нью-Джерси, Ричард Боллинг из Миссури и Клод Пеппер из Флориды. Хотя в течение многих лет они уступали по силе и влиянию консервативной коалиции, либеральная коалиция в 1963 году внезапно получила большинство в обеих палатах, что позволило ей поддержать набор программ президента Линдона Б. Джонсона в целях построения «Великого общества», в котором не будет бедности.

#### Интеллектуалы
Интеллектуалы и писатели были важной составляющей коалиции на этом этапе. Многие из них, особенно историки, стали видными деятелями либерализма и часто выступали с публичными лекциями и публиковали популярные эссе на политические темы в журналах, таких как The New Republic, Saturday Review, The Atlantic Monthly и Harpers. В либеральном движении также активно участвовали литературные критики, такие как Лайонел Триллинг и Альфред Казин, экономисты, такие как Элвин Хансен, Джон Кеннет Гэлбрейт, Джеймс Тобин и Пол Самуэльсон, а также политологи, такие как Роберт Даль и Сеймур Мартин Липсет, и социологи, такие как Дэвид Рисмен и Даниэль Патрик Мойнихэн. Одним из наиболее активных и плодовитых либеральных интеллектуалов того времени был историк Генри Стил Коммаджер, автор 40 книг и 700 эссе, во многом сумевший определить современный либерализм в Соединённых Штатах. Коммаджер был уверен, что либерализм лежит в основе американских ценностей. Он полагал, что образованная общественность, которая понимает американскую историю, поддержит либеральные программы, особенно интернационализм и «Новый курс». Коммаджер был представителем целого поколения историков-единомышленников, которых читали широкие слои населения. Это поколение включает в себя Аллана Невинса, Дэниела Бурстина, Ричарда Хофстедтера и Комера Ванн Вудворда. Возможно, самым выдающимся из всех был Артур Шлезингер-младший, чьи книги об Эндрю Джексоне, Рузвельте и братьях Кеннеди, а также многочисленные очерки и его работа в либеральных организациях и в самом Белом доме при Кеннеди подчёркивали идеологическую историю американского либерализма, особенно в том, что конкретизировано давней традицией влиятельных либеральных президентов.
Биограф Коммаджера Нил Джумонвилль утверждал, что этот стиль влиятельной публичной истории был утрачен в XXI веке, потому что политкорректность отвергла Коммаджеровский открытый рынок идей. Джумонвилль говорит, что история теперь включает в себя заумную деконструкцию со стороны экспертов со статистикой, а не с историями, и теперь она понятна только инициированным, в то время как этноцентризм правит бал вместо общей идентичности. Другие эксперты проследили относительное снижение интереса интеллектуалов к расовой, этнической и гендерной проблематике и академическому антикварианизму.

### Великое общество: 1964—1968
Кульминация либерализма наступила в середине 1960-х годов и связана с успехом президента Линдона Джонсона (1963—1969), добившегося от Конгресса принятия его набора программ с целью построения «Великого общества», в котором не будет бедности и несправедливости. Важнейшими целями «Великого общества» являлись проведение социальных реформ с целью искоренения социального и расового неравенства. В это время были запущены новые программы по реформированию образования и здравоохранения, по решению проблем урбанизации и транспорта, субсидии для искусства и гуманитарных наук, а также по защите окружающей среды. В 2005 году группа историков во главе с Дэвидом Харреллом так описывали либерализм середины 1960-х:
Постепенно либеральные интеллектуалы выработали новое видение достижения экономической и социальной справедливости. Либерализм начала 1960-х годов не содержал никаких намёков на радикализм, лишь небольшую склонность возродить крестовые походы новой эпохи «Нового курса» против концентрированной экономической мощи, а также не имел намерения раздувать класовую борьбу или перераспределять богатство или реструктурировать существующие институты. На международном уровне он был решительно антикоммунистическим. Он был нацелен на защиту свободного мира, стимулирование экономического роста у себя дома и обеспечение справедливого распределения получающегося из этого богатства. Их повестка дня — под влиянием кейнсианской экономической теории — предусматривала высокие государственные расходы, которые ускорили бы экономический рост, обеспечивая тем самым государственные ресурсы для финансирования более крупных программ в области благосостояния, жилья, здравоохранения и образования.
Выборы 1964 года ознаменовались грандиозным успехом демократов. Джонсон одержал решительную победу над ультраконсервативным сенатором от Аризоны Барри Голдуотером, а либералам наконец-то удалось нарушить многолетний контроль над Конгрессом со стороны консервативной коалиции. Но уже в 1966 году республиканцы смогли улучшить свои позиции в Конгрессе, а в 1968 году на фоне раскола Демократической партии новым президентом стал республиканец Ричард Никсон. Столкнувшись с в целом либеральным конгрессом во время своего президентства, Никсон использовал свою власть над исполнительными органами, чтобы воспрепятствовать осуществление программ с которыми он был не согласен. Как отметил один из наблюдателей, Никсон «претендовал на полномочия „конфисковывать“ или удерживать деньги, выделенные Конгрессом».
Тем не менее, Никсон в основном продолжал программы «Нового курса» и «Великого общества», которые он унаследовал. Консервативный поворот произойдёт с избранием Рональда Рейгана в 1980 году.

### Либералы и гражданские права
Либерализм времён «холодной войны» возник в то время, когда большинство афроамериканцев, особенно на Юге, были лишены многих политических и экономических прав. В 1947 году Президентский комитет по гражданским правам, созданный президентом Гарри Трумэном годом ранее, опубликовал 178-страничный доклад о состоянии гражданских прав в стране и мерах по их укреплению и защиты. С этого момента либеральное движение всё чаще поддерживает движение за гражданские права чернокожих в США. В 1948 году президент Трумэн запретил дискриминацию «по признаку расы, цвета кожи, религии или национального происхождения» в Вооружённых силах США, что вызвало негодование со стороны расистско настроенных южных демократов и горячую поддержку либеральных демократы, которые смогли добиться включения в платформу Демократической партии положений о защите гражданских прав. Чернокожие активисты, в первую очередь Мартин Лютер Кинг, развернули активную кампанию на всей территории Юга, особенно в Бирмингеме (штат Алабама), где жестокие действия полиции вызвали возмущение зрителей национального телевидения. Кульминацией движения за гражданские права стал многосоттысяный «Марш на Вашингтон за рабочие места и свободу» в августе 1963 года, на котором Кинг произнёс свою знаменитую речь «У меня есть мечта». Активизм поставил гражданские права на самый верх либеральной политической повестки дня и способствовал принятию Закона о гражданских правах 1964 года, который навсегда положил конец сегрегации в Соединённых Штатах, и Закона об избирательных правах 1965 года, который гарантировал чёрным право голоса.
В середине 1960-х годов отношения между белыми либералами и движением за гражданские права стали более напряжёнными, так как лидеры движения обвиняли либеральных политиков в недостаточной решительности, в свою очередь умеренные либералы упрекали активистов-правозащитников в излишнем радикализме и склонности к насилию. Хотя в 1962 году президент Джон Кеннеди направил федеральные войска, чтобы заставить Миссисипский университет принять афроамериканца Джеймса Мередита, а в 1963 году лидер движения за гражданские права Мартин Лютер Кинг смягчил требования «Марша на Вашингтон» по указанию Кеннеди, отказ делегатам свободных демократов Миссисипи участвовать в съезде Демократической партии 1964 года свидетельствует о растущем расколе. Президент Джонсон не мог понять, почему довольно впечатляющие законы о гражданских правах, принятые под его руководством, не смогли обезопасить города Севера и Запада от беспорядков. В то же время само движение за гражданские права стало радикализироваться, что вело к его разрушению. К 1966 году появилось движение «Власть чёрным». Его сторонники обвинили белых либералов в попытке контролировать повестку дня в области гражданских прав. Они хотели, чтобы афроамериканцы следовали этнической модели получения власти, де-факто копируя демократические политические машины в крупных городах. Это привело их к столкновению с политиками из «городских машин». На своих самых крайних позициях движение «Власть чёрным» включало расовых сепаратистов, которые хотели полностью отказаться от интеграции — чего не могли поддержать американские либералы любой расы. Само существование таких людей (которые всегда привлекали внимание СМИ, несмотря на свою малочисленность), способствовало росту белой реакции против либералов и борцов за гражданские права.
Либералы долгое время мало уделяли внимания движению за равные права для женщин. Как правило, они соглашались с Элеонорой Рузвельт, что женщины нуждаются в особой защите, особенно в отношении часов работы, ночной работы и тяжёлой физической работы. Поправка о равных правах (ERA) была впервые предложена суфражисткой и активисткой Элис Пол в 1920-х годах и адресована в первую очередь работающим женщинам среднего класса. На Национальном съезде Демократической партии в 1960 году предложение об одобрении ERA было отклонено после того, встретив явную оппозицию со стороны либеральных групп, включая профсоюзы, в том числе АФТ-КПП, Американского союза гражданских свобод, «Американцев за демократические действия», Американской федерации учителей, Американской ассоциации медсестёр, Женского отдела Методистской церкви и национальных советов еврейских, католических и негритянских женщин.

### Неоконсерваторы
Некоторые либералы 1960-х годов сместились вправо и стали неоконсерваторами в 1970-х. Многие пошли на это из-за внешней политики, заняв антисоветские и произраильские позиции, как это было с публицистом, политологом и литературным критиком Норманом Подгорецем, который 35 лет был главным редактором еврейского журнала Commentary. Будучи в начале 1960-х убеждённый либералом, Подгорец постепенно двигался вправо и к 1970-м стал одним из ведущих интеллектуалов неоконсервативного движения. Генри Мартин Джексон, 42 года представлявший штат Вашингтон в Палате представителей, а затем в Сенате, был известен как защитник трудящихся и борец за гражданские права, в то же время, являясь убеждённым антикоммунистом и антисоветчиком, выступал против политики разрядки, что и заставило его со временем порвать с демократами и перейти в Республиканскую партию. Многие его сторонники последовали за ним и стали частью неоконсервативного лагеря. Видными неоконсерваторами стали бывшие помощники Джексона: Ричард Перл, Пол Вулфовиц, Элиот Абрамс, Чарльз Хорнер и Дуглас Фейт, позднее занимавшие высокие посты в администрациях Рейгана и Буша, оказав таким образом значительное влияние на международную политику США.. Влияние Джексона на современный неоконсерватизм отмечают многие комментаторы. Многие неоконсерваторы из числа бывших либералов сотрудничали с администрациями республиканских президентов и критиковали либерализм как в СМИ, так и в научных публикациях.

### Под атакой «новых левых»
Либерализм стал объектом нападок «новых левых» в начале 1960-х. Историк Майкл Казин в 1998 году писал: «Либералам, которые с трудом отвергли нападение послевоенных правых, в 1960-х годах противостоял совершенно другой противник: радикальное движение, возглавляемое, в основном, их собственными детьми, белыми „новыми левыми“». Этот новый элемент, по словам Казина, работал на «свержение коррумпированного либерального порядка». Как отмечает Морис Иссерман, именно «новые левые» «стали использовать слово „либеральный“ в качестве политического эпитета». Политолог Кевин Слэк в 2013 году утверждал, что «новые левые» в более широком смысле выражали политическую составляющую разрыва с либерализмом, который произошёл в нескольких академических областях, а именно в философии, психологии и социологии. В философии экзистенциализм и неомарксизм отвергли инструментализм Джона Дьюи. В психологии Вильгельм Райх, Пол Гудман, Герберт Маркузе и Норман Браун отвергли учение Зигмунда Фрейда о вытеснении и сублимации, а в социологии Чарльз Райт Миллс отверг прагматизм Дьюи в отношении учения Макса Вебера.
Атака не ограничивалась Соединёнными Штатами, так как «новые левые» были всемирным движением, имеющим силу в некоторых странах Западной Европы, а также в Японии. Например, Социалистический союз немецких студентов проводил акции солидарности с Вьетнамом, призывая к единству революционных движений Западной Европе для борьбы с американским империализмом и его пособниками в правительствах Западной Европы.
Основным видом деятельности «новых левых» при либеральном президенте Линдоне Джонсоне стало противодействие участию США в войне во Вьетнаме. Антивоенное движение лишь усилило противостояние между либералами и «новыми левыми», радикализировав оба лагеря и сопровождаясь насилием с обеих сторон. Кульминация наступила во время съезда Демократической партии 1968 года. Либералы сопротивлялись, а Збигнев Бжезинский, главный советник по внешней политике Хьюберта Хамфри, кандидата от демократов на пост президента 1968 года, сказал, что «новые левые» «угрожают американскому либерализму», действуя в манере, напоминающей маккартизм. В то время как «новые левые» считали Хамфри военным преступником, Никсон атаковал его как союзника «новых левых», обвиняя в снисходительности и вседозволенности. Журналист и либеральный политический обозреватель Питер Бейнарт в своей книге 2006 года приходит к выводу, что «в стране, разделённой против самой себя, презрение к Хьюберту Хамфри было единственной вещью, по отношению которой левые и правые могли договориться».
После 1968 года «новые левые» утратили свою силу, а более серьёзные атаки на либерализм стали совершаться справа. Одновременно с падением «новых левых» стала терять свою привлекательность и либеральная идеология. Журналист и либеральный комментатор Юджин Джозеф Дионн утверждает: «Если либеральная идеология начала интеллектуально рушиться в 1960-х годах, то это произошло отчасти потому, что „новые левые“ представляли собой очень чётко сформулированную и способную разрушительную команду».

### Либералы и война во Вьетнаме
В то время как движение за гражданские права изолировало либералов от их прежних союзников, как слева, так и справа, война во Вьетнаме вбила клин в ряды либералов, отделив «ястребов», сторонников войны, таких как сенатор Генри М. Джексон, от «голубей», таких как кандидат в президенты 1972 года сенатор Джордж Макговерн. Поскольку война стала ведущей политической проблемой дня, согласия по внутренним вопросам было недостаточно для того, чтобы достигнуть консенсуса в либеральном лагере.
Во время президентской кампании 1960 года Джон Ф. Кеннеди занял либеральные позиции во внутренней политике, но довольно консервативные во внешней политике, призывая к более агрессивным действиям против коммунизма, чем его оппонент Ричард Никсон.
Антивоенное движение в 1960-х годах было сформировано «новыми левыми» и чёрные лидеры, такие как Мартин Лютер Кинг. К 1967 году в либеральных кругах усилилась оппозиция продолжению вьетнамской войны во главе с сенаторами Юджином Маккарти и Робертом Кеннеди. После того, как президент Линдон Джонсон объявил в марте 1968 года, что не будет баллотироваться на второй срок, Кеннеди и Маккарти вступили в борьбу за выдвижение от Демократической партии. Убийство Кеннеди вывело его из предвыборной гонки. В результате борьбу за выдвижение кандидатом в президенты от демократов выиграл умеренный политик вице-президент Хьюберт Хамфри, что не смогло объединить глубоко расколотую партию. Тем временем, губернатор штата Алабама Джордж Уоллес объявил о своей третьей попытке стать президентом и выдвинулся от крайне правой Американской независимой партии. Сделав ставку на прекращение борьбы с расовой сегрегацией и увеличения финансирования социального обеспечения и медицинской помощи, он смог привлечь на свою сторону многих так называемых «отчуждённых белых избирателей», в основном из числа белых рабочих Юге и больших городах Севера, большинство из которых со времён «Нового курса Рузвельта» традиционно тяготели к демократам, но были далеки от либералов образца 1960-х годов. В то время как либералы вместе с профсоюзами сосредоточили свои атаки на Уоллесе, Никсон привёл Республиканскую партию к победе.

### Ричард Никсон
Хаос 1968 года, массовые беспорядки на расовой и антивоенной почве, расколотая Демократическая партия и война между «новыми левыми» и либералами позволили республиканцу Никсону со второй попытки стать президентом. Во время предвыборной кампании Никсон постоянно атаковал либералов, но заняв Овальный кабинет проводил вполне либеральную политику, фактически представляя либеральное крыло Республиканской партии. Никсон учредил Агентство по охране окружающей среды, увеличил федеральное финансирование в области искусства и гуманитарных наук, начал политику позитивных действий, установил дипломатические отношения с коммунистическим Китаем, пожертвовав для этого связями с антикоммунистическим Китаем, начал переговоры об ограничении стратегических вооружений и начал политику «вьетнамизации», направленную на передачу ответственности за ведение боевых действий войскам Южного Вьетнама. Он вывел американские войска из Вьетнама в 1972 году, подписал мирный договор в 1973 году и тем самым прекратил участие США во вьетнамской войне. Независимо от его политики либералы ненавидели Никсона и радовались, когда Уотергейтский скандал заставил его уйти в отставку в 1974 году.
В то время как различия между Никсоном и либералами-демократами очевидны — либералы-республиканцы, возглавляемые такими политиками как Нельсон Рокфеллер, Уильям Скрэнтон и Никсон, ставили закон и порядок выше гражданских свобод, а «Список врагов Никсона» состоит в основном из либералов-демократов — в некоторых отношениях преемственность политики Никсона с политикой времён Кеннеди—Джонсона более заметна, чем различия. Указывая на эту преемственность, один из интеллектуальных лидеров «новых левых» Ноам Хомски (сам числившийся в «Списке врагов Никсона») назвал Никсона «во многом последним либеральным президентом».
Политическое доминирование либерального консенсуса даже в годы Никсона лучше всего проявляется в таких событиях, как успешное учреждение Агентства по охране окружающей среды или неудачная попытка Никсона заменить систему социального обеспечения гарантированным годовым доходом посредством введения отрицательного подоходного налога. Позитивные действия в их наиболее ориентированной на квоты форме также были частью политики Никсона. В рамках войны с наркотиками его администрация выделила две трети средств на лечение, что намного выше, чем при любом последующем президенте, республиканце или демократе. Кроме того, нормализация Никсоном дипломатических отношений с Китайской Народной Республикой и его политика разрядки с Советским Союзом были, вероятно, более популярны у либералов, чем у консерваторов.
Противоположная точка зрения, высказанная правоведом Кассом Санстейном в 2004 году утверждал, что благодаря новым членам Верховный суд, которых назначил Никсон, был фактически положен конец десятилетнему расширению экономических прав в соответствии с положениями Всеобщей декларации прав человека, принятой в 1948 году Генеральной Ассамблеей ООН.

### Профсоюзы
Основная статья: Профессиональные союзы в США
Профсоюзы были одним из важнейших компонентов либерального движения в США, входя в так называемую коалицию «Нового курса». В 1960-х годах профсоюзы оказали решительную поддержку войне во Вьетнаме, порвав тем самым с чёрными, с интеллектуальными и студенческими крыльями либерализма. Время от времени отдельные профсоюзы, как Прогрессивный альянс, The Citizen Labor Energy Coalition и Национальный комитет по труду, выходили из доминирующего профсоюзного объединения АФТ-КПП, которое они считали слишком консервативным. В 1995 году либералам удалось установить контроль над АФТ-КПП благодаря Джону Суини из Международного союза работников сферы услуг (SEIU), который был избран новым президентом АФТ-КПП. В 2005 году SEIU во главе с Энди Стерном, отделился от АФТ-КПП, чтобы сформировать собственное профобъединение с целью поддержать Барака Обаму, особенно его реформу здравоохранения.
Доля членов профсоюзов среди работников частного сектора достигла своего пика в 1945 году, когда они объединяли 35,4 % несельскохозяйственных работников частных компаний. С тех пор доля членов профсоюзов среди работников частного сектора сократилась до 6,4 %, что привело к снижению их политического веса. Независимо от потери численности профсоюзы сохраняют традиции и большой опыт в организации предвыборных и лоббистских кампаний и способны мобилизовать значительные силы как на национальном уровне, так и на уровне штатов в поддержку либеральной повестки дня, особенно в отношении голосов за демократов, налогов, прав профсоюзов и угрозы потери рабочих мест. Частичной компенсацией спада численности профсоюзов в частном секторе является рост числа членов профсоюзов в государственном и муниципальном секторах, в том числе, школьных учителей, полицейских и муниципальных служащих. В 2018 году профсоюзы объединяют 37,2 % работников государственного сектора. Финансовый кризис, поразивший США во время рецессии 2008—2011 годов, сосредоточил повышенное внимание профсоюзов на пенсионном обеспечении государственных служащих, так как консерваторы пытались снизить пенсии.

### Энвайронментализм
Движение по защите окружающей среды в США зародилось в 1880-х годах как движение за сохранение природы (англ. conservation movement). С самого начало оно было тесно связано с прогрессистами, которые много внимания уделяли охране природы. Так, одна из первых в США природоохранных организаций была создана будущим президентом США Теодором Рузвельтом и его соратником Джорджом Гриннелом. Став президентом, Рузвельт сделал сохранение природы одним из пунктов национальной повестки дня. Также Рузвельт известен тем, что выделил больше федеральных земель для создания национальных парков и заповедников, чем все его предшественники вместе взятые.
Ставший президентом в 1933 году Франклин Делано Рузвельт продолжил политику своего родственника по защите природы, в частности, создав Гражданский корпус охраны окружающей среды, который за 10 лет существования направил два миллиона бедных молодых людей на работу в сельские районы и районы дикой природы, главным образом на природоохранные проекты. Преемник Ф. Д. Рузвельта в Белом доме, Гарри Трумэн, так же много внимания уделял сохранению природы. Так, в 1948 году он подписал Закон о контроле за загрязнением воды, который стал первым национальным законом о качестве воды, а в апреле 1950 года министр внутренних дел Трумэна Оскар Чепмен провёл первую в стране конференцию по загрязнению воздуха.
В 1970-х годах возник новый неожиданный политический дискурс, связанный с защитой окружающей среды. Дискуссия не попадала в лево-правое измерение, потому что все заявляли о своей приверженности охране природы. Защита окружающей среды привлекала хорошо образованный средний класс, но одновременно вызывала опасения у лесозаготовителей, фермеров, владельцев ранчо, автомобильных и нефтяных компаний, а также их рабочих, чьи экономические интересы были поставлены под угрозу новыми правилами. В результате консерваторы имели тенденцию выступать против защиты окружающей среды, в то время как либералы одобряли новые меры по защите окружающей среды. Либералы поддерживали Общество дикой природы и Сьерра-клуб, иногда вместе успешно блокируя усилия лесозаготовительных компаний и буровиков по расширению производства. Экологическое законодательство ограничивало использование ДДТ, уменьшало кислотные дожди и защищало многочисленные виды животных и растений. В экологическом движении был небольшой радикальный элемент, который предпочитал прямые действия, а не законодательство. К XXI веку на повестке дня стояли дебаты о борьбе с глобальным потеплением и выбросами углерода. В отличие от Европы, где партии зелёных играют всё большую роль в политике, экологическое движение в Соединённых Штатах традиционно связано с либеральным крылом Демократической партии.

### Конец либерального консенсуса
Во время президентства Никсона и в течение всех 1970-х годов либеральный консенсус начал рушиться, а избрание президентом Рональда Рейгана в 1980 году ознаменовало избрание первой за много лет некейнсианской администрации и первое применение экономики предложения. Союз либералов с белыми южными демократами, сформировавшийся при Ф. Д. Рузвельте и начавший разваливаться при Гарри Трумэне, распался окончательно из-за разногласий по вопросу о правах чернокожих. В то время как борьба за права афроамериканцев расширило электорат Демократической партии, включив в него много новых избирателей, как чернокожих, так и белых либералов-республиканцев, этого было недостаточно для компенсации потери большей части консервативно настроенных белых южных демократов. В то же время, доминирование либеральной идеологии и провалы либеральной политики привели к ответной реакции в виде растущей популярности консерватизма. Профсоюзы, долгое время являвшиеся оплотом либерального консенсуса, достигнув пика влияния в 1950-х постепенно стали ослабевать, к тому же, многие профсоюзные лидеры поддержали войну во Вьетнаме, вопреки большинству либеральных политиков, которые всё чаще выступали против неё.
В 1980 году, в преддверии очередных президентских выборов, ведущий либерал США, сенатор от Массачусетс Тед Кеннеди, принял решение участвовать в праймериз Демократической партии, тем самым бросив вызов действующему президенту Джимми Картеру, политика которого разочаровала либералов. В результате Кеннеди получил 37,58 % голосов, проиграв праймериз Картеру, который в свою очередь проиграл президентские выборы республиканцу Рональду Рейгану.
Историки часто используют 1979—1980 годы, чтобы датировать идеологическую перестройку американского электората от демократического либерализма к консерватизму эпохи Рейгана. Тем не менее, некоторые либералы придерживаются мнения, что реального сдвига не было и что поражение Кеннеди было просто историческим несчастным случаем, вызванным его неудачной кампанией, международными кризисами и использованием Картером своего положения действующего президента.
Историк Ричард Абрамс в 2006 году писал, что затмение либерализма было вызвано массовым популистским восстанием, часто с фундаменталистской и антисовременной темой, подстрекаемой корпорациями, стремящимися ослабить профсоюзы и режим регулирования «Нового курса». Он утверждает, что успех либерализма в первую очередь обусловлен усилиями либеральной элиты, которая закрепилась на ключевых социальных, политических и особенно судебных позициях. Эти элиты, утверждает Абрамс, навязали свою версию либерализма и свою повстку дня внутри некоторых институтов, особенно университетов, фондов, независимых регулирующих органов и Верховного суда. Имея лишь слабую народную базу, либерализм оказался уязвим для популистской контрреволюции.

### Администрация Клинтона и «Третий путь»
Термин «Третий путь» относится к различным политическим позициям, которые пытаются избежать крайностей правой и левой политики, выступая за синтез правоцентристской экономической политики и левоцентристской социальной. «Третий путь» появился как серьёзная переоценка программ различных левоцентристских прогрессистских движенией в ответ на последствия глобального кризиса доверия к экономической жизнеспособности государственной экономической интервенционистской политики, которая ранее была популяризирована кейнсианством и рост популярности неолиберализма и «новых правых». Он поддерживает стремление к большему эгалитаризму в обществе, отвергая при этом перераспределение доходов в качестве средства для достижения этой цели. Сторонники «Третьего пути» выступают за сбалансированный бюджет, предоставление равных возможностей в сочетании с упором на личную ответственность, децентрализацию власти до минимально возможного уровня, поощрение государственно-частных партнёрств, улучшение предложения рабочей силы, инвестиции в человеческое развитие, защиту социального капитала и охрану окружающей среды.

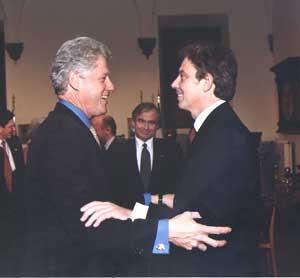
Билл Клинтон и Тони Блэр, приверженцы «Третьего пути»

В Соединённых Штатах приверженцы «Третьего пути» в большей степени, чем традиционные социальные либералы, предпочитают фискальный консерватизм и выступают за замену пособий оплачиваемой работой, а иногда отдают предпочтение рыночным решениям традиционных проблем (как рынок квот на загрязнение окружающей среды), отвергая при этом принцип экономического невмешательства и другие либертарианские позиции. Стиль управления «Третьим путём» был твердо принят и частично пересмотрен во время президентства Билла Клинтона, которого политолог Стивен Сковронек назвал «президентом „Третьего пути“». Президенты «Третьего пути» «подрывают оппозицию, заимствуя у неё политику, пытаясь захватить середину и вместе с ней добиться политического доминирования. Подумайте об экономической политике Никсона, которая была продолжением „Великого общества“ Джонсона; реформа системы социального обеспечения Клинтона и его поддержка смертной казни, а также прагматический центризм Обамы».
После прихода к власти Тони Блэра в Соединённом Королевстве Клинтон, Блэр и другие ведущие сторонники «Третьего пути» организовали в 1997 году серию конференций для продвижения философии «Третьего» пути в загородной резиденции британского премьера. В 2004 году несколько ветеранов-демократов основали в Вашингтоне новый исследовательский центр под названием «Третий путь», который объявил себя «стратегическим центром для прогрессивных людей». Наряду с аналитическим центром «Третий путь» приверженцем политики «Третий путь» являлся также Совет демократического лидерства, в 1990-х самая влиятельная организация «новых демократов». Комментируя ослабление влияния Совета, журнал Politico охарактеризовал его как «культовую центристскую организацию времён Клинтона», которая «уже давно теряет свою политическую значимость середины 90-х годов». Совет демократического лидерства закрылся в 2011 году.
«Третий путь» подвёргся жёсткой критике со стороны многих социал-демократов, а также анархистов, коммунистов, социалистов и демократических социалистов, в частности, за предательство левых ценностей.
Конкретные определения политики «Третьего пути» могут отличаться в разных странах Европы и США.

### Возвращение протестной политики
Республиканец и консерватор Джордж Буш-младший, губернатор Техаса, победил на президентских выборах 2000 года, которые вошли в историю страны как одни из самых неоднозначных, включив в том числе и многочисленные пересчёты голосов в штате Флорида. Результат голосования рассматривался в судах в течение месяца, дойдя до Верховного суда, который отменил решение Верховного суда Флориды и прервал ручной пересчёт бюллетеней в штате Флорида, тем самым по существу, завершил спор и признал победу Буша, хотя его соперник Альберт Гор, демократ и действующий вице-президент, набрал на 543 895 голосов избирателей больше, чем Буш. В то же время, несмотря на все спорные моменты, согласно опросу, проведённому 13 декабря 2000 года совместно CNN, USA Today и Gallup, 80 % американцев заявили, что готовы принять Джорджа Буша-младшего в качестве законного президента.
Политика Буша была крайне непопулярна среди американских либералов, особенно начатая им война в Ираке, которая привела к массовым протестам. В декабре 2004 года рейтинг одобрения Буша по опросам AP—Ipsos опустился ниже отметки 50 %. После этого рейтинги одобрения Буша и его внутренней и внешней политики постепенно снижались. Буш подвергся резкой критике за войну в Ираке, реакцию федеральных властей на ураган «Катрина», жестокое обращение с заключёнными в тюрьме Абу-Грейбе, несанкционированное наблюдение со стороны АНБ, «дело Плейм» и споры о тюрьме в Гуантанамо. Опросы, проведённые в 2006 году, показали, что средний рейтинг одобрения Буша составлял 37 %, что способствовало разгромному поражению Республиканской партии на выборах в Конгресс 2006 года.
Когда финансовая система оказалась на грани полного краха во время финансового кризиса 2008 года, Буш добился принятия крупномасштабного плана спасения банков и автомобильных компаний, который не поддержали некоторые консерваторы в Конгрессе и часть консервативных комментаторов, критиковавших Буша за политику, которое они считали не консервативный и более напоминающий либеральную идеологию «Нового курса».
Во многом непопулярность администрации Буша способствовала избранию на пост президента в 2008 году демократа Барака Обамы, сенатора от Иллинойса, которого некоторые считают либеральным и прогрессистским политиком. Имея явное демократическое большинство в обеих палатах Конгресса, Обаме удалось принять пакет мер стимулирования экономики в размере $814 млрд, новые правила финансового регулирования и закон о реформе здравоохранения. Ответом консервативной части американского общества на либеральный разворот стало консервативно-либертарианское Движение чаепития, во многом благодаря которому республиканцы завоевали большинство в Палате представителей на промежуточных выборах 2010 года.
В ответ на продолжающийся экономический кризис, который начался в 2008 году, политика протеста продолжила действовать и в отношении администрации Обамы, особенно в форме «Оккупай Уолл-стрит». Основными проблемами протестующие видели в социальном и экономическом неравенстве, алчности элит, коррупции и чрезмерном влиянии корпораций на правительство, особенно в секторе финансовых услуг. Слоган движения «Оккупай Уолл-стрит» — «Нас 99 %» — направлен против растущего неравенства доходов и несправедливого распределения богатства в Соединённых Штатах между 1 % самых богатых и оставшимися 99 %. Хотя движение «Оккупай Уолл-стрит» и его цели получили поддержку части либеральных активистов и демократов, всё же оно не стало центром национального внимания. Опрос, проведённый факультетом политических наук Университета Фордхэм, показал, что протестующие в подавляющем большинстве придерживаются левых взглядов: 25 % опрошенных идентифицировали себя демократами, 2 % республиканцами, по 11 % социалистами и 11 % зелёными, 12 % назвали другие партии и 39 % не идентифицируют себя с какой-либо партией. В то время как опрос показал, что 80 % протестующих идентифицировали себя как либералов и 60 % из них в ноябре 2008 года голосовали за Барака Обаму, лишь 27 % одобряли работу президента Обамы, 42 % готовы были голосовать на ближайших выборах в Конгресс за кандидата-демократа и 36 % намеревались отдать свой голос за переизбрание Обамы. В целом, движение «Оккупай» классифицировалось как «освобождение от либерализма», принципы которого вытекают из учения об анархии.
В самый разгар протестных акций движения «Оккупай» президент Обама на пресс-конференции 6 октября 2011 года, признал, что протесты выражают разочарование, которое испытывают американцы, недовольные медленными темпами восстановления экономики и безответственностью виновных в возникновении глобального финансового кризиса. Некоторые из протестов были расценены как попытка указать на двойные стандарты администрации Обамы в отношении Уолл-стрит.
Несмотря на протесты, которые были направлены в том числе и против политики действующего президента и Демократической партии, Обама был переизбран президентом в ноябре 2012 года, победив республиканца Митта Ромни, бывшего губернатора Массачусетса (2003—2007). Во время своего второго срока Обама выступал за усиление контроля за оборотом оружия, как ответ на массовое убийство в начальной школе «Сэнди-Хук», и призывал к полному равенству для ЛГБТ, в то время как его администрация призвала Верховный суд отменить Закон о защите брака 1996 года и калифорнийское «Предложение 8» как неконституционные.
Гибель Майкла Брауна и смерть Эрика Гарнера привели к массовым протестам (особенно в городе Фергусон (Миссури), где был застрелен Браун) против предполагаемой милитаризации полиции в целом и предполагаемой жестокости полиции против афроамериканцев. Американский консервативный комментатор Дерой Мёрдок, афролатиноамериканец, сын эмигрантов из Коста-Рики, поставил под сомнение статистику активистов BLM по поводу скорости убийства чернокожих людей полицией. Мёрдок писал, что «идея о том, что американские полицейские просто расстреливают невинных чернокожих, является одной из самых больших и смертоносных на сегодняшний день лжей».

## Критика
Начиная с 1970-х годов, левые и правые предпринимают усилия, чтобы раскрасить слова «либерал» и «либеральный» негативными коннотациями. Консервативные активисты использовали слово «либерал» как эпитет, придавая ему зловещую или угрожающую коннотацию, описывая противников либерализма с помощью таких фраз, как «свободное предпринимательство», «индивидуальные права», «патриотический» и «американский путь». По мере того, как эти усилия всё больше и больше преуспевали, их противники, прогрессисты и в целом демократы всё чаще сталкивались с отрицательным эффектом. Во время президентской кампании 1988 года республиканец Джордж Буш (старший) пошутил по поводу отказа своего оппонента Майкл Дукакис признавать себя «L-word label». Когда же тот всё же объявил себя либералом, газета Boston Globe опубликовала сообщение об этом под заголовокм Dukakis Uses L-Word.
Во время президентства Джеральда Форда первая леди Бетти Форд стала известна своими откровенными либеральными взглядами в отношении поправки о равных правах (ERA), про-чойс, феминизма, равной оплаты, декриминализации некоторых наркотиков, контроля за оборотом оружия и гражданских прав. Она была активным сторонником и участником женского движения. Форд также была известна тем, что довела до всеобщего внимания информацию о раке молочной железы после того как в 1974 году ей сделали мастэктомию. Её откровенные либеральные взгляды привели к насмешкам и противодействию со стороны консервативного крыла Республиканской партии и консервативных активистов, которые прозвали Бетти Форд No Lady и считали, что её действия неуместны для первой леди. Историк Джон Лукач отметил в 2004 году, что президент Джордж Буш (младший), уверенный в том, что многие американцы считают термин «либеральный» уничижительным, использовал его для обозначения своих политических противников во время предвыборных выступлений, в то время как его оппоненты избегали идентифицировать себя как «либералов».
Высмеивание Рональдом Рейганом либерализма приписывают превращение слова «либерал» в уничижительный эпитет, которого стремились избежать многие политики, стремящиеся к избранию или назначению. Его спичрайтеры и сподвижники неоднократно противопоставляли «либералов» и «настоящих американцев». Например, министр внутренних дел Рейгана Джеймс Уатт сказал: «Я никогда не использую слова республиканцы и демократы. Это либералы и американцы». Рейган предупреждал Соединённые Штаты о современных секуляристах, которые потворствуют абортам, оправдывают гомосексуальную ориентацию подростков, выступают против школьной молитвы и ослабляют традиционные американские ценности. Его убеждённость в том, что существует единственные правильные личное поведение, религиозное мировоззрение, экономическая система и отношение к нациям и народам, не поддерживающим американские интересы во всем мире, приписывается литературоведу Бетти Джин Крейг. Рейган смог убедить значительую часть общественности отвергать любые попытки критического анализа политики его администрации как политически мотивированную критику со стороны, как он говорил, либеральных СМИ.
Во время президентской кампании 1988 года Джордж Буш (старший) использовал слово «либеральный» как уничижительный эпитет, себя он при этом называл патриотом, а своих либеральных оппонентов непатриотичными. Буш называл либерализм «the L-word» и пытался демонизировать демократического кандидата в президенты Майкла Дукакиса, называя его «либеральным губернатором» и пытаясь представить как часть того, что сам называл «the L-crowd». Буш признал, что мотивация избирателей бояться Дукакиса как опасного кандидата, не входящего в число основных, увеличила поддержку его собственной кандидатуры. Кампания Буша также использовала вопросы молитвы, чтобы вызвать подозрения, что Дукакис был менее набожным в своих религиозных убеждениях. Кандидат в вице-президенты Дэн Куэйл, участвовавший в выборах в паре с Бушем, обращаясь к делегатам Республиканского национального съезда 1988 года, сказал: «Всегда хорошо быть с людьми, которые являются настоящими американцами». Билл Клинтон во время своей президентской кампании 1992 года против Буша избегал ассоциации с либералами в качестве политического ярлыка, позиционируя себя как политического центриста.

### Реакция на сдвиг
Либеральные республиканцы были недовольны нападками своих консервативных однопартийцев на либерализм. Одним из примеров является бывший губернатор Миннесоты и основатель Либерального республиканского клуба Элмер Андерсен, который отметил, что «к сожалению сегодня слово „либерал“ используется в качестве уничижительного термина». После 1980-х годов всё меньше активистов и политиков были готовы характеризовать себя как либералов. Историк Кевин Бойл объясняет: «Было время, когда либерализм, по словам Артура Шлезингера, был „боевой верой“. […] За последние три десятилетия либерализм стал объектом насмешек, осуждаемый за неуместный идеализм, поносимый за его склонность к двусмысленности и компромиссу, и высмеянный за его принятие политкорректности. Теперь даже самые ярые реформаторы избегают этого ярлыка, опасаясь ущерба, который он приносит».
Кандидаты-демократы, даже будучи либералами, нередко уклоняются от слова «либеральный», предпочитая отождествлять себя с такими терминами, как «прогрессивный» или «умеренный». Джордж Буш и бывший вице-президент Дик Чейни обвиняли своих демократических оппонентов в либеральной элитарности, мягкости и сочувствии к террористам. Консервативные политические комментаторы, такие как Раш Лимбо, последовательно использовали слово «либерал» как уничижительный ярлык. Когда либералы перешли на слово «прогрессивный» для описания своих убеждений, консервативный радиоведущий Гленн Бек стал использовать слово «прогрессивный» в качестве оскорбительного ярлыка. Историк Годфри Ходжсон отмечает следующее: «Слово „либерал“ само по себе приобрело дурную славу. Нет ничего плохого, чего консервативные блогеры и обозреватели, не говоря уже о радиоведущих, не могли сказать о либералах. Сами демократы боятся слова на „Л“ из страха оказаться вне мейнстрима. Консервативные политики и публицисты, связывая либералов со всякой нелепостью, так что многие разумные люди не решались рискнуть быть привязанными к ярлыку „либерализм“, сумели убедить страну в том, что она более консервативна чем это было на самом деле».

### Ярлыки против убеждений
Либеральный историк Эрик Альтерман заявил, что едва ли 20 % американцев готовы принять слово «либерал» в качестве политического ярлыка, но при этом большинство американцев фактически придерживаются либеральных взглядов. Альтерман указывает на то, что негативное восприятие либерального лейбла неудивительно из-за миллиардов долларов, вложенных в клевету на этот термин. Опрос 2004 года, проведённый службой American National Election Studies, показал, что только 35 % опрошенных считают себя либералами, а 55 % — консерваторами. Опрос Pew Research Center 2004 года показал, что 19 % респондентов считают себя либералами, а 39 % — консерваторами. Опрос 2006 года показал, что по прежнему 19 % считают себя либералами, в то время как доля консерваторов сократилась до 36 %. В 2005 году опрос Louis Harris & Associates показал, что опрошенные, идентифицирующие себя как умеренные, по существу разделяют те же политические убеждения, что и признавшие себя либералами, но при этом отвергали термин «либерал» из-за насмешек со стороны консерваторов. Альтерман признает замечание политолога Дрю Вестена о том, что для большинства американцев слово «либерал» теперь имеет негативные коннотации.

## Философия

### Свобода слова
Основная статья: Свобода слова в США
Американские либералы считают себя открытыми для изменений и восприимчивыми к новым идеям. Например, либералы обычно принимают научные идеи, которые отвергают некоторые консерваторы, такие как эволюция и глобальное потепление. В качестве примера можно привести слова американского президента Барака Обамы:

Я верю в эволюцию, научные исследования и глобальное потепление; я верю в свободу слова, будь оно политкорректное или политически некорректное, и я с подозрением отношусь к тому, чтобы использовать правительство для навязывания чьих-либо религиозных убеждений — включая мои собственные — неверующим.
Оригинальный текст (англ.)"I believe in evolution, scientific inquiry, and global warming; I believe in free speech, whether politically correct or politically incorrect, and I am suspicious of using government to impose anybody's religious beliefs – including my own – on nonbelievers."
— Barack Obama, The Audacity of Hope
Либералы, как правило, выступают против решения Верховного суда по делу «Объединённые граждане против Федеральной избирательной комиссии» в 2010 году о том, что согласно Первой поправки к Конституции США право на свободу слова включает в себя свободу корпораций делать неограниченные независимые взносы для любой политической партии, политика или лоббиста по своему усмотрению. Президент Барак Обама назвал это «большой победой крупных нефтяных компаний, банков Уолл-стрит, компаний медицинского страхования и других влиятельных заинтересованных лиц, которые каждый день мобилизуют в Вашингтоне свои силы, чтобы заглушить голоса простых американцев».

### Оппозиция государственному социализму
Основная статья: История социалистического движения в США
В целом, либерализм выступает против социализма, когда он понимается как альтернатива капитализму, основанная на государственной собственности на средства производства. Американские либералы обычно сомневаются в том, что политическая оппозиция и гражданские свободы могут выжить в условиях, когда и политическая и экономическая власть принадлежат государству, как это происходит при государственном социализме. В соответствии с «общей прагматической, эмпирической основой» либерализма, американская либеральная философия придерживается идеи, что изобилие и равенство возможностей могут быть достигнуты посредством смешанной экономики, при которой нет необходимости в жёсткой и репрессивной бюрократии. С 1950-х годов некоторые либеральные интеллектуалы стали продвигаться дальше, утверждая что свободные рынки при надлежащем регулировании могут функционировать лучше чем плановая экономика. Экономист Пол Кругман утверждал, что можно значительно повысить эффективность отраслей, в которых традиционно доминирует государство, таких как телекоммуникации и распределение электроэнергии в масштабе страны. Он также защищал такой режим денежно-кредитной политики, как таргетирование инфляции, считая, что оно «наиболее приближается к обычной цели современной стабилизационной политики, которая заключается в обеспечении адекватного спроса чистым, ненавязчивым способом, который не искажает распределение ресурсов». Томас Фридман — либеральный журналист, как правило, защищает свободную торговлю, полагая, что она способна улучшить положение как богатых, так и бедных стран.

### Роль государства
Между либералами существует фундаментальный раскол в отношении роли государства. Историк Генри Уильям Брандс отмечает, что «растущее государство является, пожалуй, самым распространеннём определением, сущностью современного американского либерализма». По словам социолога Пола Старра, «либеральные конституции налагают ограничения на власть любого отдельного государственного чиновника или ветви власти, а также на государство в целом».

### Мораль
По словам когнитивного лингвиста Джорджа Лакоффа, либеральная философия основана на пяти основных категориях морали. Во-первых, поощрение справедливости, как правило, описывается как акцент на эмпатии в качестве желательной черты. С этим общественным договором, основанным на «золотом правиле», приходит обоснование многих либеральных позиций. Вторая категория — помощь тем, кто не может помочь себе. Филантропический дух приветствуется либеральной философией. Это приводит к третьей категории, а именно к стремлению защитить тех, кто не может защитить себя. Четвёртая категория — это важность жить полной жизнью, позволяя человеку испытать всё, что он может. Пятая и последняя категория — это важность заботы о себе, поскольку только так можно действовать, чтобы помочь другим.

## Историография
Либерализм во многом формировал американскую интеллектуальную жизнь в 1930-х и 1940-х годах, в первую очередь благодаря двум крупным исследованиям, которые читали не только интеллектуалы, но и широкая публика, а именно, The Rise of American civilization (в переводе с англ. — «Восход американской цивилизации»; 1927) Чарльза Бирда и его супруги Мэри Риттер Бирд, и Main Currents in American Thought (в переводе с англ. — «Основные течения американской мысли»; 1927) Вернона Паррингтона. Супруги Бирд открыли читателям материальные силы, которые сформировали американскую историю, в то время как Паррингтон сосредоточился на материальных силах, которые сформировали американскую литературу. Согласно им, практически вся политическая история связана с ожесточённым конфликтом между аграриями, фермерами и рабочими во главе с джефферсонианами (англ. Jeffersonians) и капиталистами во главе с гамильтонианами (англ. Hamiltonians). Гражданская война ознаменовала собой великий триумф капиталистов и включила в себя вторую американскую революцию. Молодые историки одобряют реалистичный подход, который подчёркивает хардкорный экономический интерес как мощную силу и преуменьшает роль идей.
Паррингтон в своей книге провёл резкое разделение между гамильтонианскими элитистами и их противниками, популистами Джефферсона. В третьем последнем томе он пришёл к выводу, что джефферсонианский фермер, традиционный герой «прогрессистов», в конце концов объединил усилия с алчным деловым сообществом, чтобы создать разрушительную форму капитализма, кульминацией которой стали «ревущие двадцатые». Прогрессистская интерпретация американской истории Паррингтона имела большое влияние в 1920-х и 1930-х годах и помогла определить современный либерализм в Соединённых Штатах.
Читатели-либералы сразу поняли, где они стоят в битве между джефферсоновской демократией и гамильтонианскими элитистами с их привилегиями. Ни супруги Бирд, ни Паррингтон не обращали никакого внимания на рабство, расовые отношения или меньшинства.
В 1940-х годах на смену Паррингтону пришли историки Эрик Фредерик Голдман, советник президента Линдона Джонсона (1963—1966) и Артур Мейер Шлезингер, специальный помощник и «придворный историк» президента Джона Кеннеди.
Эрик Голдман помог определить американский либерализм для послевоенных поколений студентов. В 1952 году была опубликована его наиболее влиятельная работа, книга Rendezvous with Destiny: A History of Modern American Reform (в переводе с англ. — «Рандеву с судьбой: история современной американской реформы»), в которой освещались усилия по проведению реформ от президента Гранта до 1950-х годов. В течение многих десятилетий она была главным элементом учебной программы для студентов по истории, высоко ценившейся за свой стиль и описание современного американского либерализма.
Для широкой публики Артур Шлезингер-младший был наиболее читаемым историком, социальным критиком и общественным интеллектуалом. В своих книгах Шлезингера исследовал историю эпохи Джексона, первого президента-демократа, и особенно американский либерализм XX века. Его основные работы были посвящены таким лидерам, как Эндрю Джексон, Франклин Д. Рузвельт, Джон Ф. Кеннеди и Роберт Кеннеди. При этом Шлезингер сам активно занимался политикой. Он был сооснователем организации «Американцы за демократические действия», спичрайтером кандидатов в президенты Эдлая Стивенсона (1952 и 1956), Джона Кеннеди (1960), Роберта Кеннеди (1968) и Джорджа Макговерна (1972), участвовал в кампании Эдварда Кеннеди (1980), был специальный помощник президента Кеннеди по латиноамериканским делам и составлению речей (1961—1964). О работе с Кеннеди Шлезингер написал книгу A Thousand Days: John F. Kennedy in the White House (в переводе с англ. — «Тысяча дней. Джон Кеннеди в Белом доме»), за которую получил Пулитцеровскую премию за биографию 1966 года. В 1973 году Шлезингер написал книгу The Imperial Presidency,Schlesinger, Arthur M. Jr. The Imperial Presidency (англ.). — 1st ed. — Houghton Mifflin, 1973. — 505 p. — (Popular Library). — ISBN 978-0-395-17713-6. введя в обиход понятие «имперское президентство» и предостерегая от чрезмерной власти в Белом доме, как это было типично для Ричарда Никсона. В конце своей карьеры он выступил против мультикультурализма.

## Приверженцы

### Политики
Президенты
- Рузвельт, Теодор (1858—1919) — президент-республиканец (1901—1909), кандидат в президенты от Прогрессивной партии в 1912 году, автор идеи «нового национализма».
- Вильсон, Вудро (1856—1924) — президент-демократ (1913—1921), автор программы «Новая свобода[англ.]».
- Рузвельт, Франклин Делано (1882—1945) — президент-демократ (1933—1945), автор программы «Новый курс» по выводу США из Великой депрессии.
- Трумэн, Гарри (1884—1972) — президент-демократ (1945—1953), автор «Справедливого курса[англ.]».
- Джон Ф. Кеннеди (1917—1963) — президент-демократ (1961—1963), инициатор «Новых рубежей[англ.]».
- Джонсон, Линдон (1908—1973) — президент-демократ (1963—1969), инициатор построения «Великого общества».

Вице-президенты
- Уоллес, Генри Эгард (1888—1965) — министр (1933—1940) и вице-президент (1941—1945) при Рузвельте, кандидат в президенты США от Прогрессивной партии (1948)[274].
- Рокфеллер, Нельсон (1908—1979) — лидер либерального крыла республиканцев, губернатор штата Нью-Йорк (1959—1973), вице-президент (1974—1977) при Форде.
- Мондейл, Уолтер (1928—2021) — вице-президент (1977—1981) при Картере, кандидат в президенты от демократов в 1984 году.

Губернаторы
- Лафоллет, Роберт (1855—1925) — губернатор штата Висконсин (1901—1906) и сенатор, прогрессивный республиканец, создатель и лидер Прогрессивной партии (1924—1946).
- Джонсон, Хайрам (1895—1953) — губернатор Калифорнии (1911—1917), сенатор (1917—1945), республиканец и прогрессист.
- Уоррен, Эрл (1891—1974) — губернатор Калифорнии (1943—1953), Председатель Верховного суда США (1953—1969), республиканец.
- Стивенсон, Эдлай II (1900—1965) — губернатор-демократ штата Иллинойс (1949—1953), кандидат в президенты США от Демократической партии (1952 и 1956).
- Браун, Джерри (род. в 1938) — губернатор-демократ Калифорнии (1975—1983 и 2011—2019).
- Куомо, Марио (1932—2015) — губернатор-демократ штата Нью-Йорк (1983—1994)[275].
- Дин, Говард (род. в 1948) — губернатор-демократ штата Вермонт (1991—2003)[276].

Спикеры
- О’Нил, Тип (1912—1994) — спикер Палаты представителей США (1977—1987), конгрессмен от штата Массачусетс[277].
- Пелоси, Нэнси (род. в 1940) — спикер Палаты представителей США (2007—2011 и с 2019), конгрессмен от штата Калифорния[278].

Сенаторы
- Норрис, Джордж Уильям (1861—1944) — сенатор от штата Небраска (1913—1943), республиканец, с 1936 года — независимый.
- Лафоллет, Роберт (младший) (1855—1925) — сенатор от штата Висконсин (1925—1947), прогрессист, затем республиканец.
- Вагнер, Роберт Фердинанд (старший) (1877—1953) — сенатор-демократ от штата Нью-Йорк (1927—1949).
- Ярборо, Ральф (1903—1996) — сенатор-демократ от штата Техас (1957—1971)[279].
- Джейвитс, Джейкоб[англ.] (1904—1986) — сенатор-республиканец от штата Нью-Йорк (1957—1981)[280].
- Кеннеди, Тед (1932—2009) — сенатор-демократ от штата Массачусетс (1962—2009)[281].
- Макговерн, Джордж (1922—2012) — сенатор-демократ от штата Южная Дакота (1963—1981), кандидат в президенты США от Демократической партии (1972).
- Кеннеди, Роберт (1925—1968) — сенатор-демократ от штата Нью-Йорк (1965—1968), Генеральный прокурор США (1961—1964), участник демократических праймериз (1968)[282].
- Мойнихэн, Дэниэл Патрик (1927—2003) — сенатор-демократ от штата Нью-Йорк (1977—2001).
- Джексон, Джесси (род. в 1941) — «теневой» сенатор-демократ от Округа Колумбия (1991—1997), общественный и религиозный деятель, правозащитник и политик, дважды участвовал демократических праймериз.
- Уэлстон, Пол[англ.] (1944—2002) — сенатор-демократ от штата Миннесота (1991—2002)[283].
- Файнголд, Расс (род. в 1953) — сенатор-демократ от штата Висконсин (1993—2011).
- Сандерс, Берни (род. в 1941) — независимый сенатор от штата Вермонт (с 2007), член Палаты представителей от штата Вермонт	(1991—2007), дважды участвовал в демократических праймериз, сам себя называет демократическим социалистом[284][285].
- Уоррен, Элизабет (род. в 1949) — сенатор-демократ от штата Массачусетс (с 2013).

Члены Палаты представителей США
- Брайан, Уильям Дженнингс (1860—1925) — конгрессмен-демократ от штата Небраска (1891—1895), Государственный секретарь США (1913—1915), трижды был кандидатом в президенты США от демократов (1896, 1900 и 1908).
- Пауэлл, Адам Клейтон (младший)[англ.] (1908—1972) — конгрессмен-демократ от штата Нью-Йорк (1945—1971)[286].
- Абзуг, Белла (1920—1998) — конгрессмен-демократ от штата Нью-Йорк (1971—1977), одна из основательниц National Women’s Political Caucus[287].
- Коньерс, Джон (1929—2019) — конгрессмен-демократ от штата Мичиган (1965—2017)[288].
- Джордан, Барбара (1936—1996) — конгрессмен-демократ от штата Техас (1973—1979)[289].
- Льюис, Джон Роберт (1940—2020) — конгрессмен-демократ от штата Джорджия (c 1987)[290].
- Фрэнк, Барни[англ.] (род. в 1940) — конгрессмен-демократ от штата Массачусетс (1981—2013)[291][292].
- Кусинич, Деннис (род. в 1946) — конгрессмен-демократ от штата Огайо (1997—2013).

Мэры
- Ла Гуардия, Фьорелло (1882—1947) — мэр-республиканец Нью-Йорка (1934—1945)[293].
- Дэйли, Ричард Джозеф[англ.] (1902—1976) — мэр-демократ Чикаго (1955—1976).
- Линдси, Джон (1921—2000) — мэр-республиканец Нью-Йорка (1966—1973), на второй срок баллотировался от Либеральной партии штата Нью-Йорк, в 1971 году перешёл в Демократическую партию[294].

Государственные деятели
- Брэндайс, Луи (1856—1941) — член Верховного суда США (1916—1939)[295].
- Икес, Гарольд (1874—1952) — сторонник президента Франклина Рузвельта и его «Нового курса», министр внутренних дел США (1933—1946).
- Перкинс, Фрэнсис (1880—1965) — друг и сторонник президента Франклина Рузвельта, первая женщина в кабинете министров США, министр труда США (1933—1945).
- Гопкинс, Гарри (1890—1946) — соратник и советник президента Франклина Рузвельта, один из архитекторов «Нового курса»[296].
- Моргентау, Генри (младший) (1891—1967) — соратник и советник губернатора, затем президента Франклина Рузвельта, министр финансов США (1934—1945).
- Уильям Орвилл Дуглас (1898—1980) — член Верховного суда США (1939—1975)[297].
- Уильям Бреннан (1906—1997) — член Верховного суда США (1956—1990)[298].
- Маршалл, Тэргуд (1908—1993) — член Верховного суда США (1967—1991)[299], первый афроамериканец на этой должности[300][301].

### Интеллектуалы
- Уорд, Лестер (1841—1913) — ботаник, палеонтолог и социолог.
- Веблен, Торстейн (1857—1929) — экономист, социолог, публицист и футуролог.
- Дьюи, Джон (1859—1952) — философ и педагог.
- Бирд, Чарлз Остин (1874—1948) — историк, глава так называемой «экономической школы».
- Хансен, Элвин (1887—1975) — экономист, известный как «американский Кейнс».
- Нибур, Рейнгольд (1892—1971) — протестантский теолог, социальный философ и политолог.
- Триллинг, Лайонел (1905—1975) — литературный критик, писатель, преподаватель, один из наиболее влиятельных интеллектуалов Америки в 1940-е — 1970-е годы.
- Гэлбрейт, Джон Кеннет (1908—2006) — экономист, один из виднейших экономистов-теоретиков XX века.
- Шлезингер, Артур Мейер (1917—2007) — историк, писатель, социальный критик, советник Эдлая Стивенсона и Джона Кеннеди.
- Ролз, Джон (1921—2002) — политический и моральный философ, теоретик социального либерализма.
- Рорти, Ричард (1931—2007) — философ, один из наиболее влиятельных представителей поздней аналитической традиции в философии.
- Дворкин, Рональд (1931—2013) — юрист, политолог, философ и теоретик права, создатель концепции «права как целостности/честности» (англ. law as integrity).
- Унгер, Роберто Мангабейра (род. в 1947) — левый социальный теоретик, экономист, философ и политик, один из основоположников критической теории в праве.
- Гейтс, Генри Луис (род. в 1950) — литературный критик, историк, писатель
- Кругман, Пол (род. в 1953) — экономист, экономико-географ и публицист.
- Харрис-Перри, Мелисса (род. в 1972) — профессор политических наук и афроамериканских исследований, писательница, телеведущая и политический комментатор.

### Авторы, активисты и комментаторы
- Гомперс, Сэмюэл (1850—1924) — профсоюзный лидер, основатель и первый президент Американской федерации труда[302].
- Аддамс, Джейн (1860—1935) — социолог и философ, лауреат Нобелевской премии мира 1931 года, президент Международной женской лиги за мир и свободу (1919—1929).
- Дюбуа, Уильям Эдуард Бёркхардт (1868—1963) — афроамериканский общественный деятель, панафриканист, социолог, историк и писатель[303].
- Эбботт, Эдит (1876—1957) — социальный работник, педагог, экономист, консультант Гарри Гопкинса, советница Ф. Д. Рузвельта.
- Рузвельт, Элеонора (1884—1962) — общественная деятельница, писательница, супруга президента США Франклина Делано Рузвельта, одна из основателей общественной организации Freedom House.
- Рэндольф, Аса Филип (1889—1979) — общественный деятель, лидер движения за права рабочих и афроамериканцев[304].
- Карсон, Рейчел (1907—1964) — биолог, защитница природы, писательница.
- Хеймер, Фанни Лу (1917—1977) — активистка движения за права афроамериканцев[305].
- Форд, Бетти (1918—2011) — супруга президента США Джеральда Форда, феминистка и борец за права женщин[306].
- Фридан, Бетти (1921—2006) — одна из лидеров американского феминизма, первый президент National Organization for Women[307].
- Видал, Гор (1925—2012) — писатель, эссеист, театральный и кинодраматург, признанный классик американской литературы второй половины XX века, заметная фигура культурной и политической жизни США.
- Чавес, Сесар (1927—1993) — публицист, защитник прав трудящихся и латиноамериканцев.
- Кинг, Коретта Скотт (1927—2006) — жена, а затем вдова Мартина Лютера Кинга, одна из первых афроамериканских баптистских деятельниц. После убийства мужа возглавила начатое им движение ненасильственного сопротивления расизму, колониализму, дискриминации и сегрегации.
- Кинг, Мартин Лютер (1929—1968) — баптистский проповедник, общественный деятель и активист, лидер движения за гражданские права афроамериканцев.
- Милк, Харви (1930—1978) — политик, активист движения в защиту прав секс-меньшинств, первый открытый гей, избранный в штате Калифорния на выборную должность[308].
- Сорос, Джордж (род. в 1930) — финансист, инвестор, благотворитель и филантроп, сторонник теории «открытого общества» и противник «рыночного фундаментализма».
- Зонтаг, Сьюзен (1933—2004) — писательница, критик, сценаристка и режиссёр, общественный деятель[309].
- Стайнем, Глория (род. в 1934) — феминистка, журналистка, социальная и политическая активистка[310].
- Хаффингтон, Арианна (род. в 1950) — литератор, политический комментатор, соосновательница и бывший главный редактор «The Huffington Post»[311].
- Мур, Майкл (род. в 1954) — кинорежиссёр-документалист, работающий в жанре острой социальной и политической сатиры, писатель, журналист и политический активист.
- Шарптон, Эл (род. в 1954) — баптистский священник, политик и активист за гражданские права афроамериканцев, радио- и телеведущий, киноактёр, советник президента Барака Обамы[312].
- Мар, Билл (род. в 1956) — комик, политический комментатор и телеведущий.
- Смайли, Тэвис (род. в 1964) — ведущий ток-шоу, автор, политический комментатор, предприниматель, адвокат и филантроп[313][314].
- Уйгур, Дженк (род. в 1970) — обозреватель, политический комментатор, бизнесмен, активист, главный ведущий и сооснователь программы The Young Turks (TYT) и сети TYT Network.
- Мэддоу, Рэйчел (род. в 1973) — радио- и телеведущая, политический комментатор[315].
- Каспарян, Ана (род. в 1986) — политический комментатор, преподаватель университета и писатель, соведущая и продюсер новостного онлайн-шоу The Young Turks.

## Медиа

### Интернет-сайты
- Salon.com[англ.] (1995) — либеральный новостной и общественный сайт. Публикует статьи о политике, культуре и текущих событиях в США, занимает политически прогрессивную / либеральную редакционную позицию.
- Antiwar.com[англ.] (1995) — веб-сайт, выступающий за «невмешательство» и против империализма и войны. Основан как ответ на Боснийскую войну. Проект прогрессистского Randolph Bourne Institute.
- Women's eNews[англ.] (1996) — некоммерческая онлайн-служба новостей. Специализируется на освещении жизни женщин по всему миру с феминистских позиций.
- Democracy Now![англ.] (1996) — часовая телевизионная, радио- и интернет-программа, в которой сочетаются новости, интервью, журналистские расследования и политические комментарии.
- Common Dreams[англ.] (1997) — некоммерческий новостной веб-сайт, который заявляет, что служит «прогрессивному сообществу».
- TomPaine.com[англ.] (1999) — был создан Джоном Мойерсом как веб-сайт новостей и мнений о политике Соединённых Штатов с прогрессивной точки зрения, названной в честь политика и писателя XVIII века Томаса Пейна. Ныне проект Института будущего Америки, прогрессистского аналитического центра.
- Talking Points Memo[англ.] (2000) — левый веб-сайт политической журналистики, созданный Джошем Маршаллом. Название представляет собой ссылку на меморандум (краткий список) с вопросами (точками), обсуждёнными одной стороной или использованными поддержать позицию, занятую по вопросу.
- Daily Kos (2002) — блог-платформа, основанная Маркусом Мулитсасем, и ориентированная на демократическую аудиторию. Сообщество состоит из 250 000 зарегистрированных аккаунтов и привлекает 2 млн уникальных посетителей ежемесячно. Среди авторов портала — бывший президент США Джимми Картер, Барак Обама и Нэнси Пелоси.
- The Raw Story (2004) — новостной агрегатор и сайт расследовательской журналистики левого толка, созданный как противовес Drudge Report.
- AlterNet[англ.] (1997) — политически левый веб-сайт.[316][317][318] некоммерческой организацией, теперь известной как Independent Media Institute[319][320]. В 2018 году сайт был приобретён владельцами The Raw Story.
- OpEdNews[англ.] (2003) — прогрессистско-либеральный веб-сайт новостей, антивоенной активности и общественного мнения[321][322]/
- Firedoglake[англ.] (2004—2015) — совместный блог, позиционировавшийся как «ведущий прогрессивный новостной сайт, онлайн-сообщество и организация действий»[323]. Создан кинопродюсером Джейн Хэмшер, который закрыл проект 1 августа 2015 года, сославшись на состояние здоровья[324].
- HuffPost (2005) — интернет-издание, новостной агрегатор и блог с местными и международной редакциями, занимающее место на левом крыле[325][326][327][328]. Основано Эндрю Брайтбартом, Арианной Хаффингтон, Кеннетом Лерером и Ионой Перетти[329][330].
- ThinkProgress[англ.] (2005—2019) — прогрессивный новостной сайт, основанный журналистом и юристом Джаддом Легумом. Проект Центра действий Американского фонда прогресса (CAP Action), прогрессивной организации исследований и пропаганды государственной политики. Отчёты сайта обсуждались основными информационными агентствами и рецензируемыми академическими журналами. Его климатическая секция, ранее известная как Climate Progress, была основана Джо Роммом. Сайт закрылся из-за финансовых проблем.
- Color of Change[англ.] (2005)[331] — прогрессистская[332][333] некоммерческая организация по защите гражданских прав в Соединённых Штатах[334][335][336].
- Courage California[англ.] (2006) — прогрессистская онлайн-сеть активистов. Является филиалом ProgressNow.
- Avaaz (2007) — некоммерческая организация, созданная чтобы способствовать глобальной активности в таких вопросах, как изменение климата, права человека, права животных, коррупция, бедность и конфликты. Британская газета The Guardian считает её «крупнейшей и самой мощной сетью онлайн-активистов в мире»[337].
- healthcareforamericanow.org[англ.] (2008) — веб-сайт прогрессистской коалиции за реформирование системы здравоохранения США.
- Demand Progress (2010) — организация интернет-активистов[338], созданная интернет-активистом Аароном Шварцем[339]. Борется против интернет-цензуры[340][341][342].
- The American Independent[англ.] (2014) — либеральный новостной веб-сайт[343].
- Civiqs[англ.] (2018) — компания онлайн-опросов и анализа данных, созданная основателем Daily Kos Маркосом Мулицасом.

### Журналы
- Harper's Magazine (1850) — ежемесячный журнал литературы, политики, культуры, финансов и искусства. Является вторым старейшим ежемесячным журналом в США.
- The Atlantic (1857) — журнал и мультиплатформенное издательство. Основан как The Atlantic Monthly, литературный и культурный журнал с политическими комментариями. Ныне журнал для серьёзных читателей и «лидеров мысли».
- The Nation (1865) — самый старый постоянно публикуемый еженедельный журнал в Соединённых Штатах, освещающий с прогрессистской точки зрения политические и культурные новости, мнения и аналитические материалы.
- Cosmopolitan (1886) — ежемесячный журнал о моде и развлечениях для женщин, также публикующий либеральные и феминистские статьи.
- The Progressive[англ.] (1909) — журнал и веб-сайт о политике, культуре и прогрессивизме, ориентированный на левый фланг. Был основан сенатором Робертом Лафоллетом под названием La Follette’s Weekly[344]. Журнал известен своим пацифизмом и выступает за сопротивление корпоративной власти в борьбе за демократию. Защищает гражданские права и гражданские свободы, гендерное равенство, права иммигрантов, трудовые права, окружающую среду, реформу уголовного правосудия и демократические реформы[345].
- The New Republic (1914) — либеральный журнал о политике, литературе и искусстве.
- Rolling Stone (1967) — журнал, посвящённый музыке и поп-культуре. Первоначально был известен как журнал рок-музыки и политических репортажей Хантера С. Томпсона. В 1990-е годы журнал переключился на молодых читателей, интересующихся телевизионными шоу, актёрами кино и популярной музыкой. Позднее вернулся к своему традиционному сочетанию музыки, развлечений и политики.
- Sojourners[англ.] (1971) — прогрессивный ежемесячный журнал и ежедневное онлайн-издание американской христианской организации социальной справедливости Sojourners.
- Мамаша Джонс (1976) — фокусируется на новостях, комментариях и репортажах, посвящённых таким темам, как политика, окружающая среда, права человека, здоровье и культура. Его политическая ориентация описывается как либеральная или прогрессистская[346][347]. Назван в честь профсоюзного деятеля Мэри Харрис Джонс, известной как «Мамаша Джонс».
- Multinational Monitor[англ.] (1980—2009) — бизнес-журнал, основанный Ральфом Нейдером. Хотя основное внимание было уделено анализу корпораций, он также публиковал статьи по вопросам труда и безопасности и гигиены труда, окружающей среды, глобализации, приватизации, глобальной экономики и развивающихся стран.
- Utne Reader[англ.] (1984) — ежеквартальный журнал, который перепечатывает статьи о политике, культуре и окружающей среде, как правило, из альтернативных источников информации.
- The American Prospect[англ.] (1990) — ежедневное интернет-издание и ежеквартальный печатный журнал о политической и общественной жизни, посвящённый американскому либерализму и прогрессивизму.
- YES![англ.] (1996) — ежеквартальный журнал, освещающий такие темы, как «экономика солидарности[англ.]», «справедливый переход», «город-убежище» и деколонизация.
- Slate (1996) — онлайн-журнал, освещающий текущие дела, политику и культуру в Соединённых Штатах, придерживается в целом либеральной редакционной политики[348][349][350].
- Grist[англ.] (1999) — некоммерческий онлайн-журнал, который публикует экологические новости и комментарии.
- The Brooklyn Rail[англ.] (2000) — журнал искусств, культуры и политики, занимающий либеральные позиции.
- Teen Vogue (2003) — основан как сестринское издание Vogue, предназначенное для девочек-подростков и посвящённое моде и красоте. В 2015 году, после резкого падения продаж, журнал сократил распространение печатной версии в пользу онлайн-версии, а также стал освещать политику и текущие дела. С декабря 2017 года издание печатной версии прекращено.
- Guernica / A Magazine of Art and Politics[англ.] (2004) — онлайн-журнал, в котором публикуются произведения искусства, фотографии, художественная литература и поэзия со всего мира, а также публицистические материалы, журналистские расследования и статьи о внешней и внутренней политике США.
- Democracy: A Journal of Ideas[англ.] (2006) — ежеквартальный журнал прогрессивной и либеральной политики, а также культуры, созданный как ответ на такие консервативные журналы, как The Public Interest, Policy Review, Commentary и The National Interest.

## Аналитические центры
- Центр за американский прогресс[англ.]
- Институт Рузвельта[англ.]
- Центр бюджетных и политических приоритетов[англ.]